# Горбове (Чернігівський район)
Го́рбове — село в Україні, у Куликівській селищній громаді Чернігівського району Чернігівської області. Засноване в 1567 році. Населення становить 1347 осіб. До 2017 орган місцевого самоврядування — Горбівська сільська рада.
Після створення Куликівської ОТГ орган місцевого самоврядування — Куликівська селищна рада.
Відстань до річки Десна — 6-7 км, до мальовничого озера Ледань і ботанічного заказника «Ледань» — 3 км.
Горбове має символіку: герб, прапор і гімн "Славим Горбів!" (сл. С.Корми, муз. А.Бобеня).

## Географія
У селі брала початок річка Угор, ліва притока Десни. 

## Версії походження назви
За першою версією назва пішла від непрохідних лісів, що росли тут у 17 столітті, які називалися Горбов-бор, через розміщення на підвищеній місцевості (горбі). Ця версія підтверджується і сьогоднішнім розміщенням, тільки південна сторона села не є похилою, всі інші мають достатньо круті схили. Ще одна версія назви села: відповідність прізвищу першого поселенця - Горбіль.
Назва села змінювалася: рос. Горбов (укр. Горбів) - Горбове. 

## Історія
За даними на 1859 рік у казенному, козацькому й власницькому містечку Чернігівського повіту Чернігівської губернії мешкала 1307 осіб (613 чоловічої статі та 694 — жіночої), налічувалось 163 дворових господарства, існувала православна церква, поштова станція, станова квартира, відбувався щорічний ярмарок.
Станом на 1886 у колишньому державному й власницькому містечку, центрі Горбовської волості, мешкало 1373 особи, налічувалось 254 дворових господарства, існували православна церква, школа, 3 постоялих двори, 2 лавки, 23 вітряних млини, крупорушка, 4 маслобійних заводи, відбувався щорічний ярмарок.
За переписом 1897 року кількість мешканців зросла до 2019 осіб (983 чоловічої статі та 1036 — жіночої), з яких 1956 — православної віри.
У 2020 році в Горбовому була епідемія коронавірусу. Перший випадок в області був ще 26 березня в Борзнянському районі, в Чернігові — 22 квітня.
10 червня село визнано осередком епідемії, оскільки у двох жителів виявили коронавірус.
12 червня 2020 року, відповідно до розпорядження Кабінету Міністрів України № 730-р «Про визначення адміністративних центрів та затвердження територій територіальних громад Чернігівської області», село увійшло до складу Куликівської селищної громади.
19 липня 2020 року, в результаті адміністративно-територіальної реформи та ліквідації Куликівського району, село увійшло до складу Чернігівського району.

## Населення
Згідно з переписом УРСР 1989 року чисельність наявного населення села становила 1539 осіб, з яких 676 чоловіків та 863 жінки.
За переписом населення України 2001 року в селі мешкали 1342 особи
Станом на 2019 рік кількість жителів 1011 осіб.

### Мова
Розподіл населення за рідною мовою за даними перепису 2001 року:
| Мова       | Кількість | Відсоток |
| ---------- | --------- | -------- |
| українська | 1327      | 98.52%   |
| російська  | 20        | 1.48%    |
| Усього     | 1347      | 100%     |

## Освіта
В селі знаходиться школа і дитячий садок.

### Школа
В школі діють авіамодельний гурток, Євроклуб та його хореографічна група «Родзинки». Євроклуб був заснований Валентиною Дєтковою у 2008 році. В 2015 році представники Євроклубу та «Родзинки» відвідали Пилваський повіт Естонії.

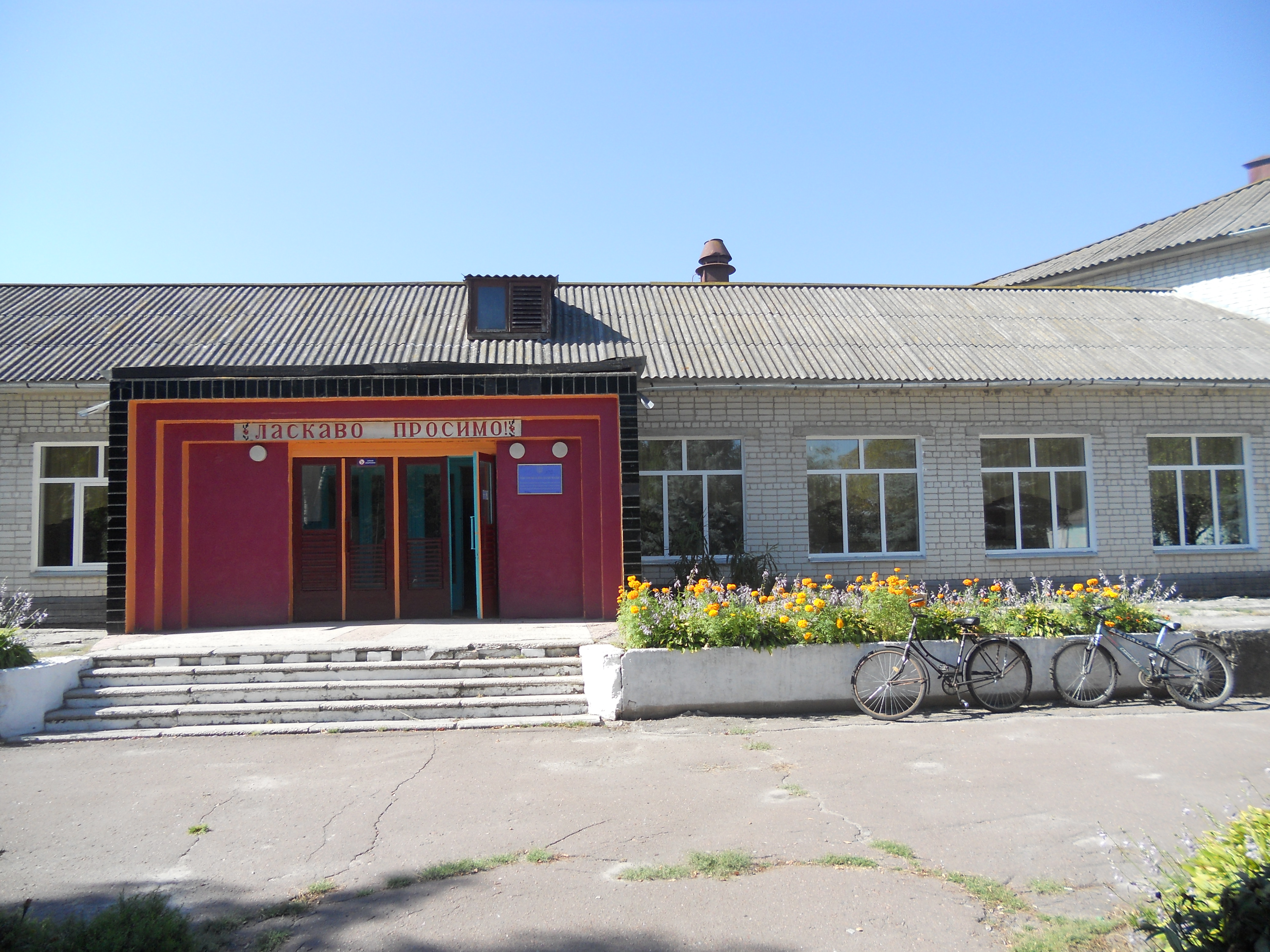
школа
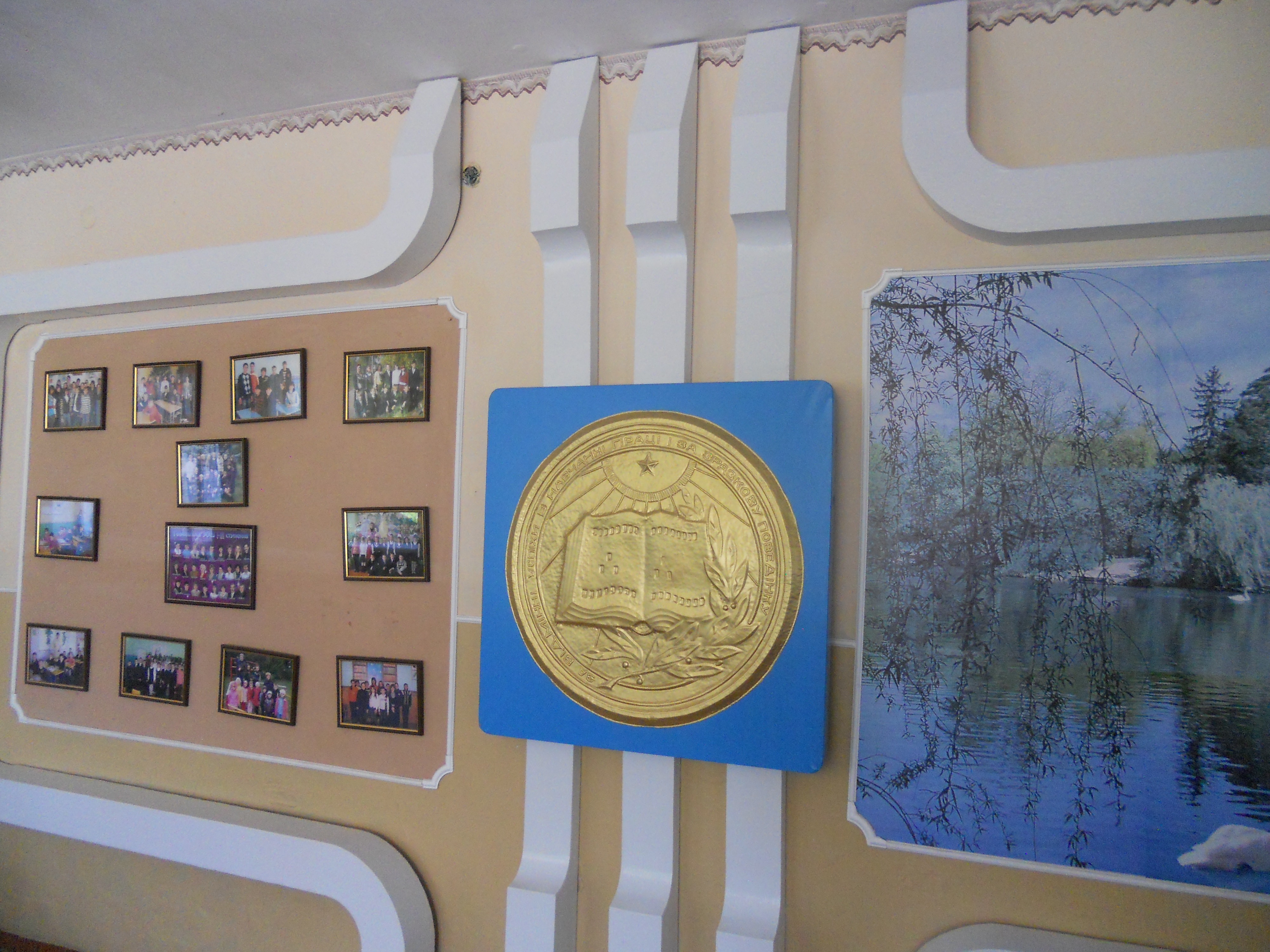
вестибюль школи
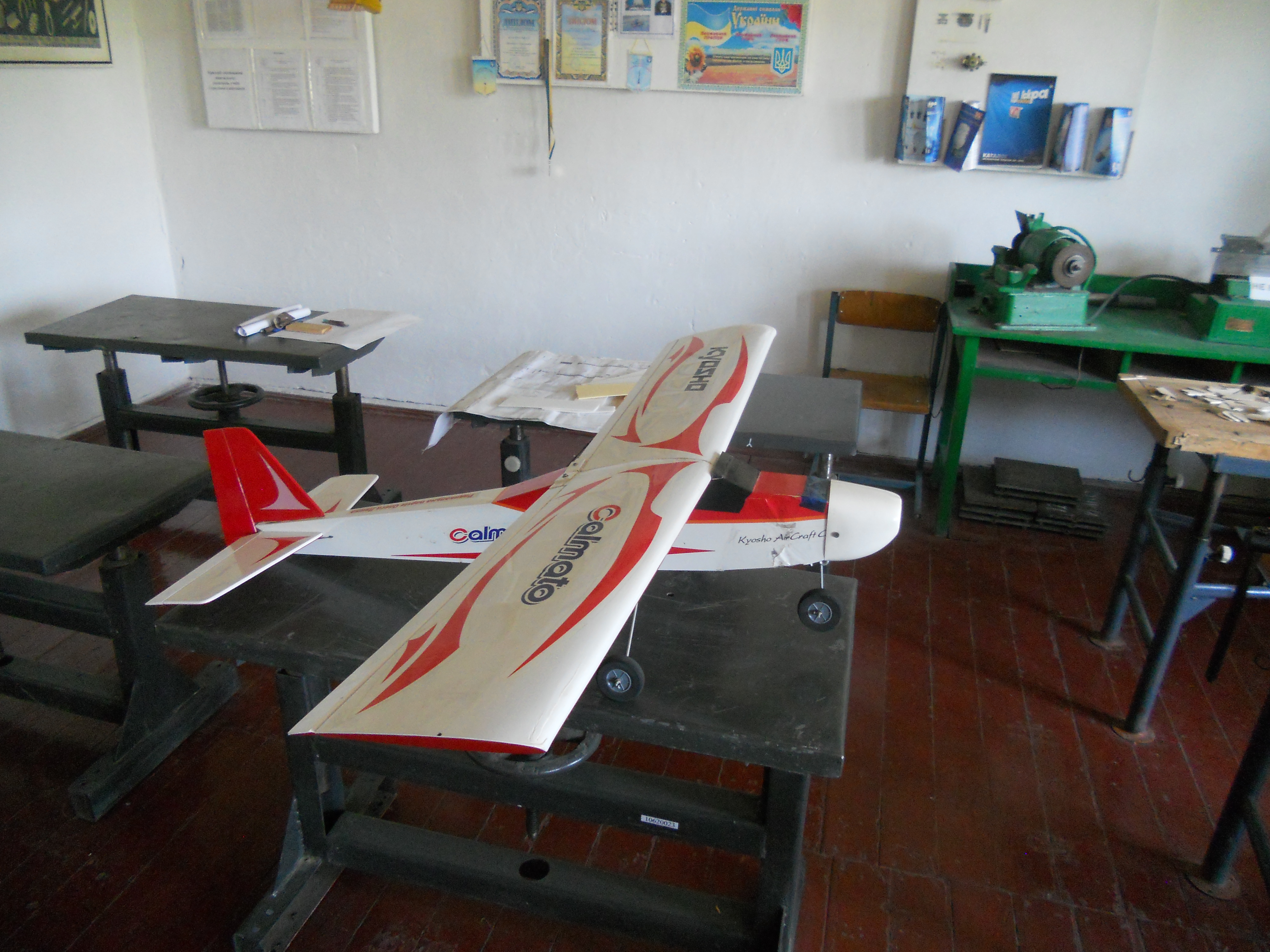
літак в авіамодельному гуртку
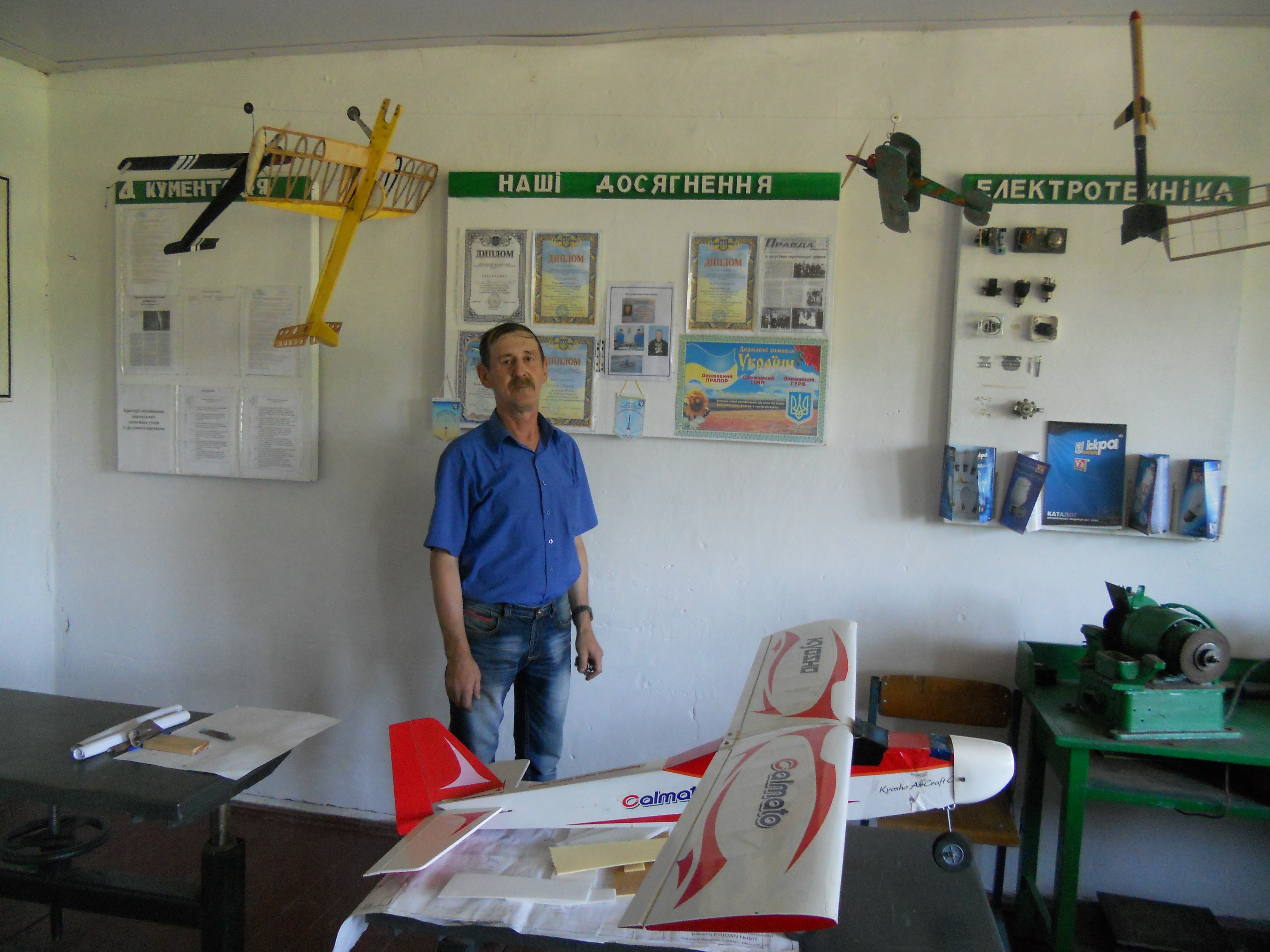
в авіамодельному гуртку

## Спорт в селі
Горбове славиться в області своєю волейбольною командою «МАЯК».

## Медицина

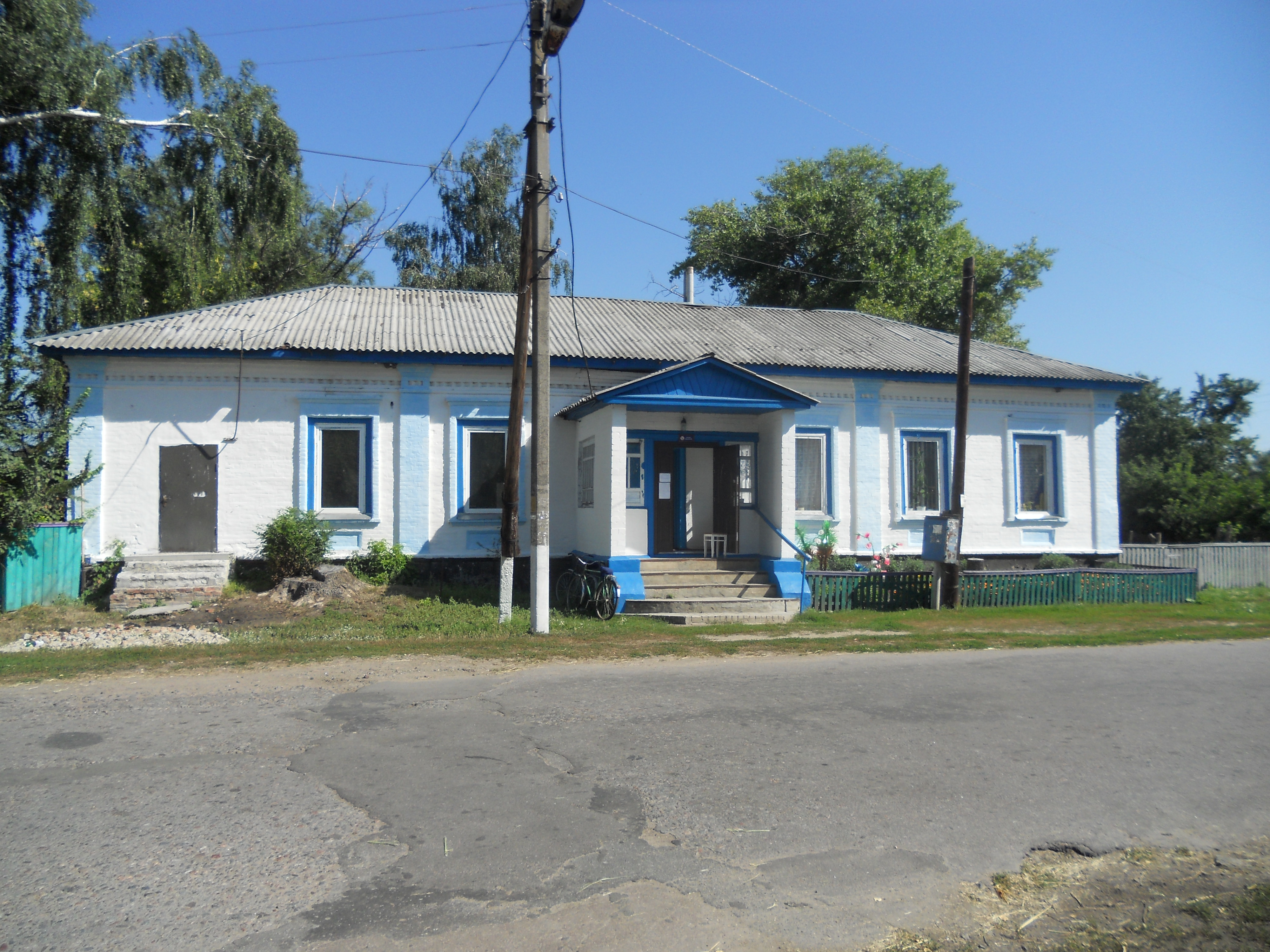
ФАП по вулиці Щорса
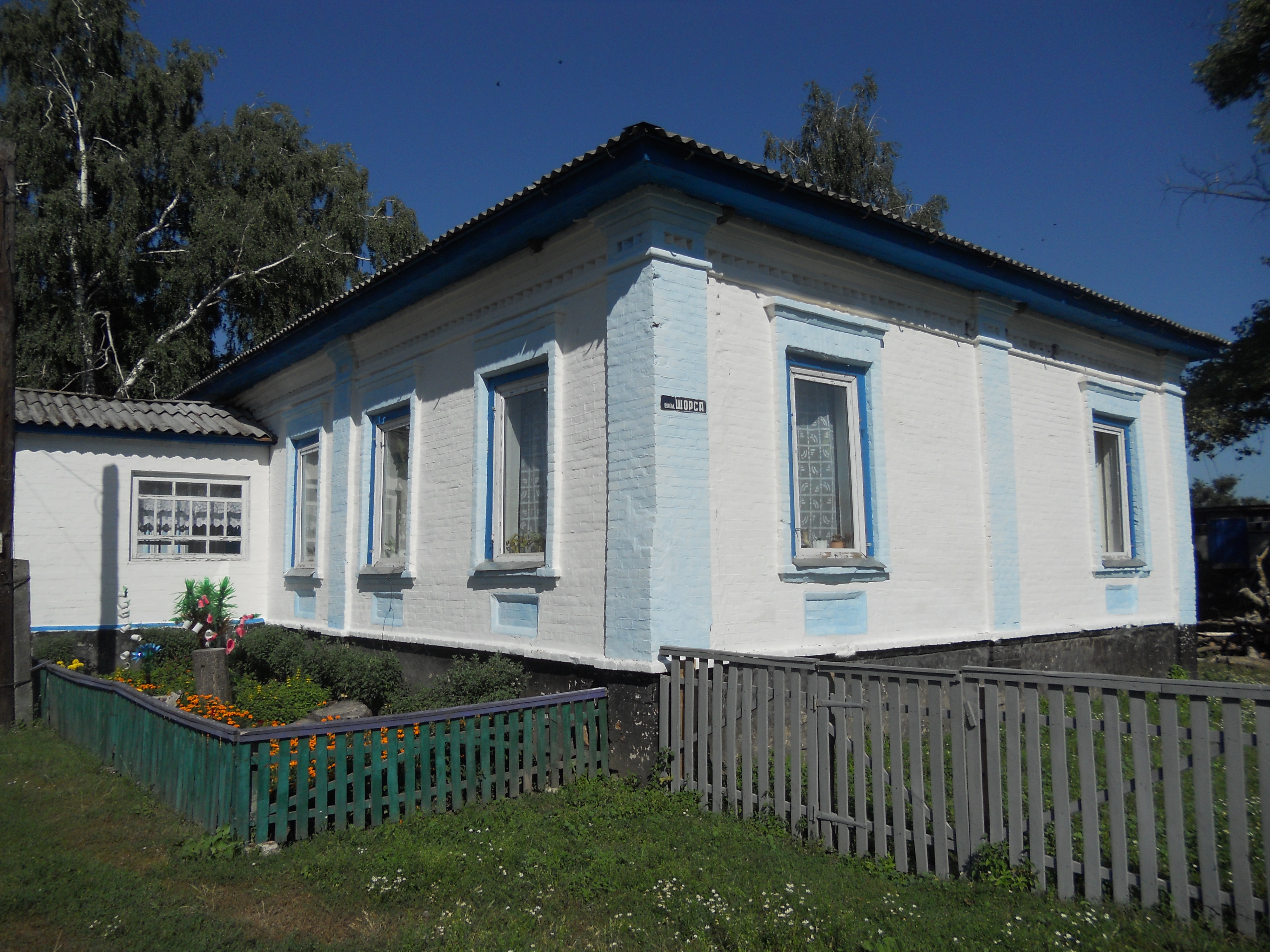
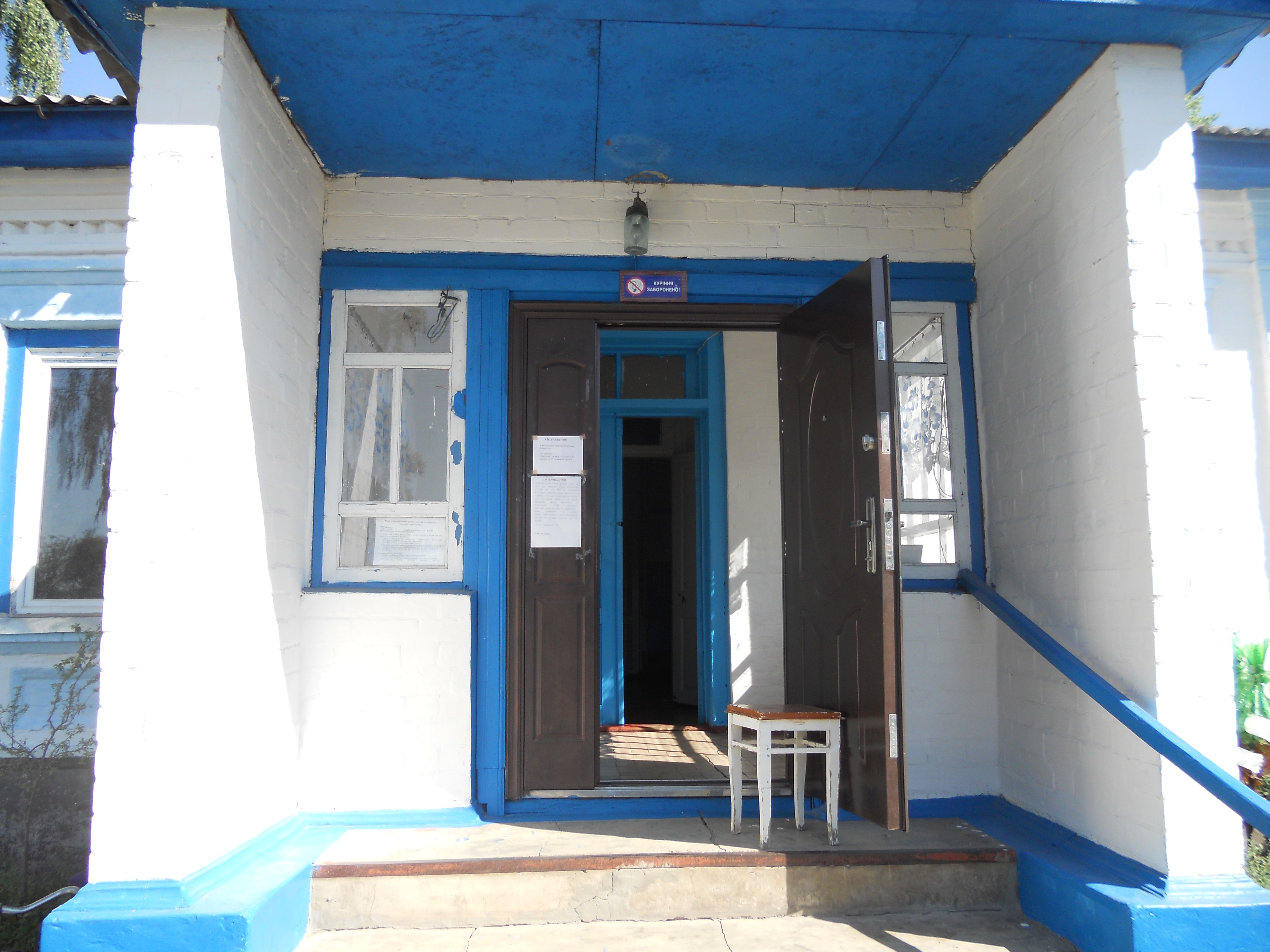

## Галерея

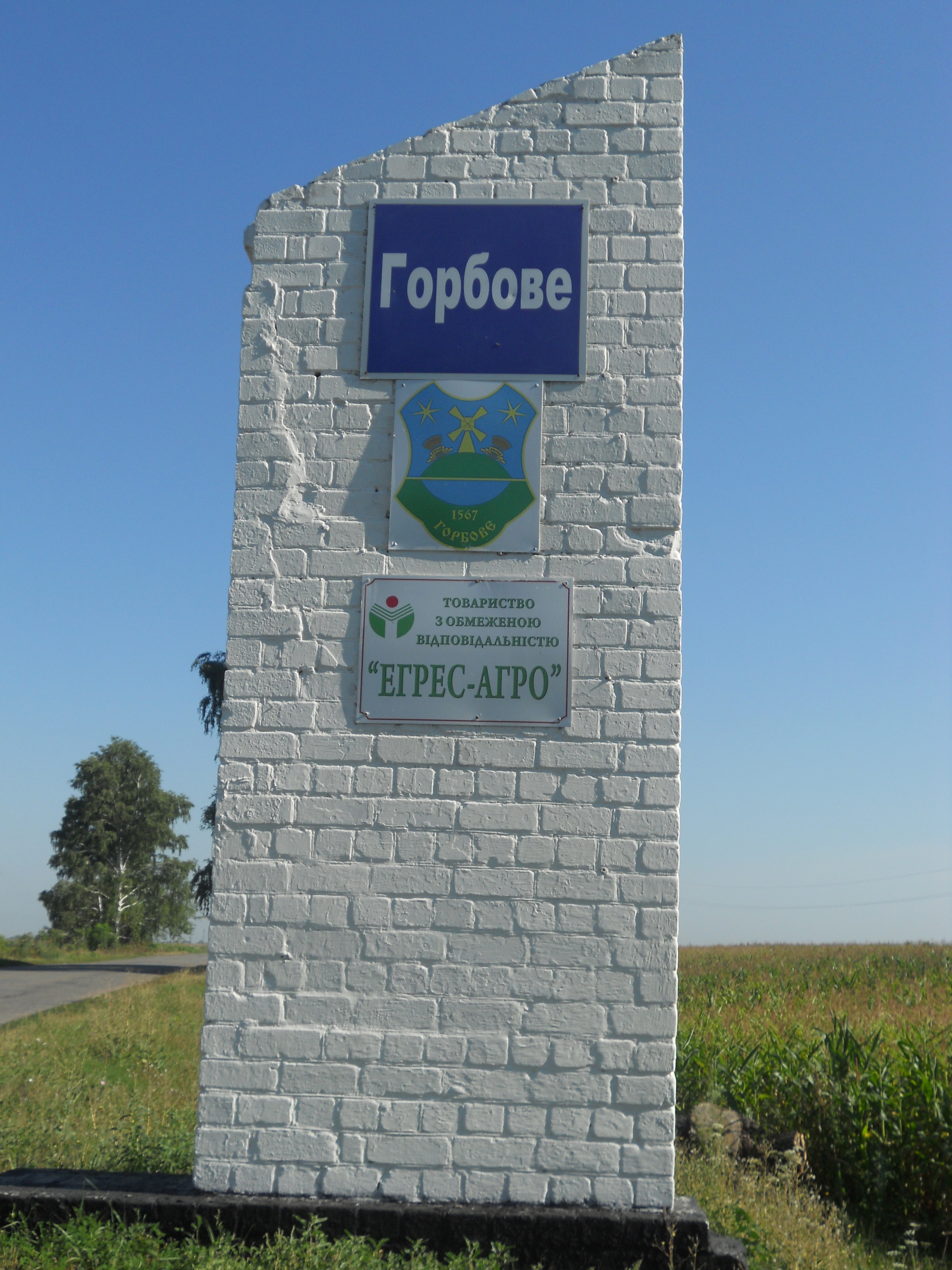
знак при в’їзді до села
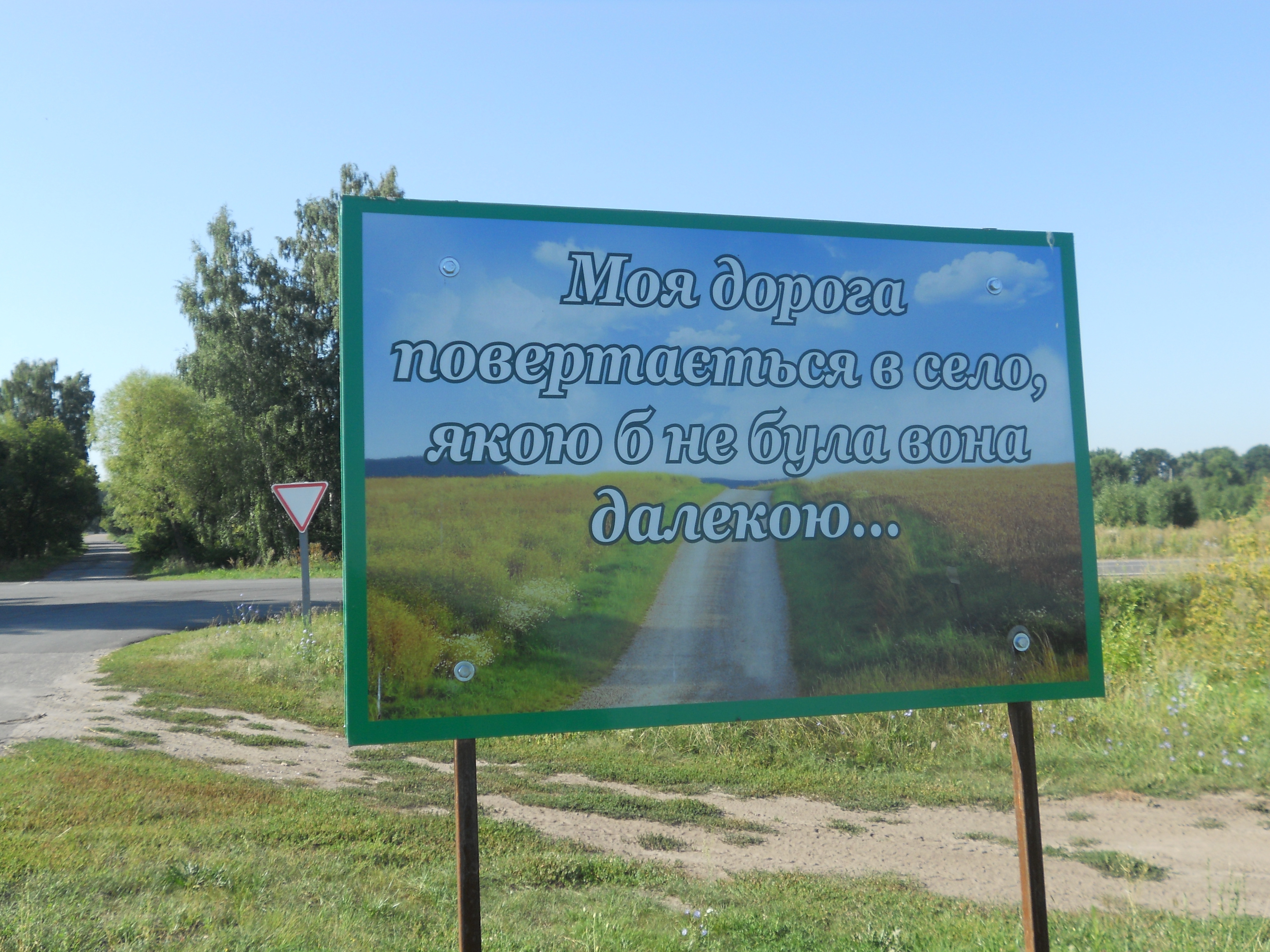
знак при виїзді із села
пам’ятник на полі біля села
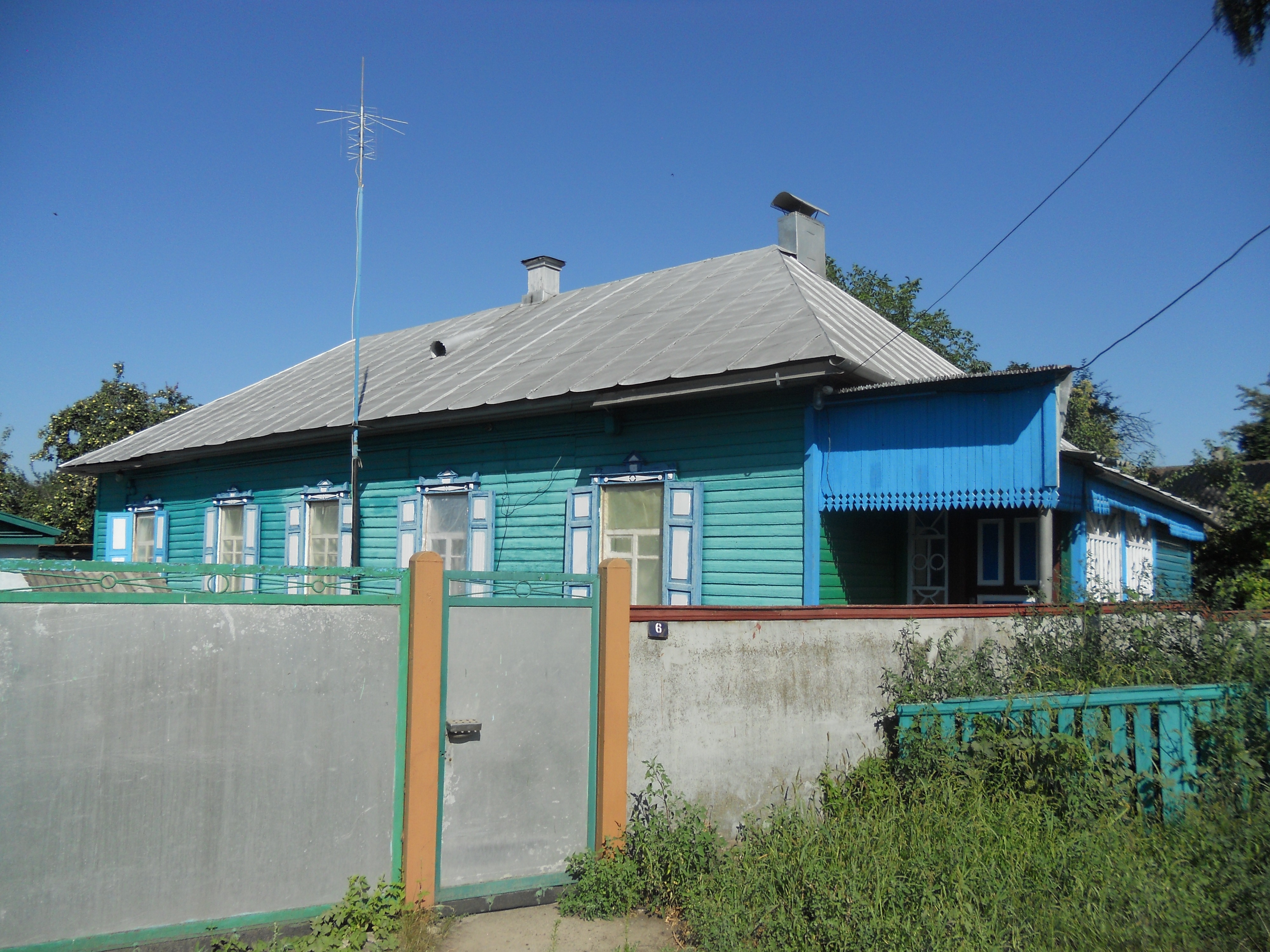
типова хата
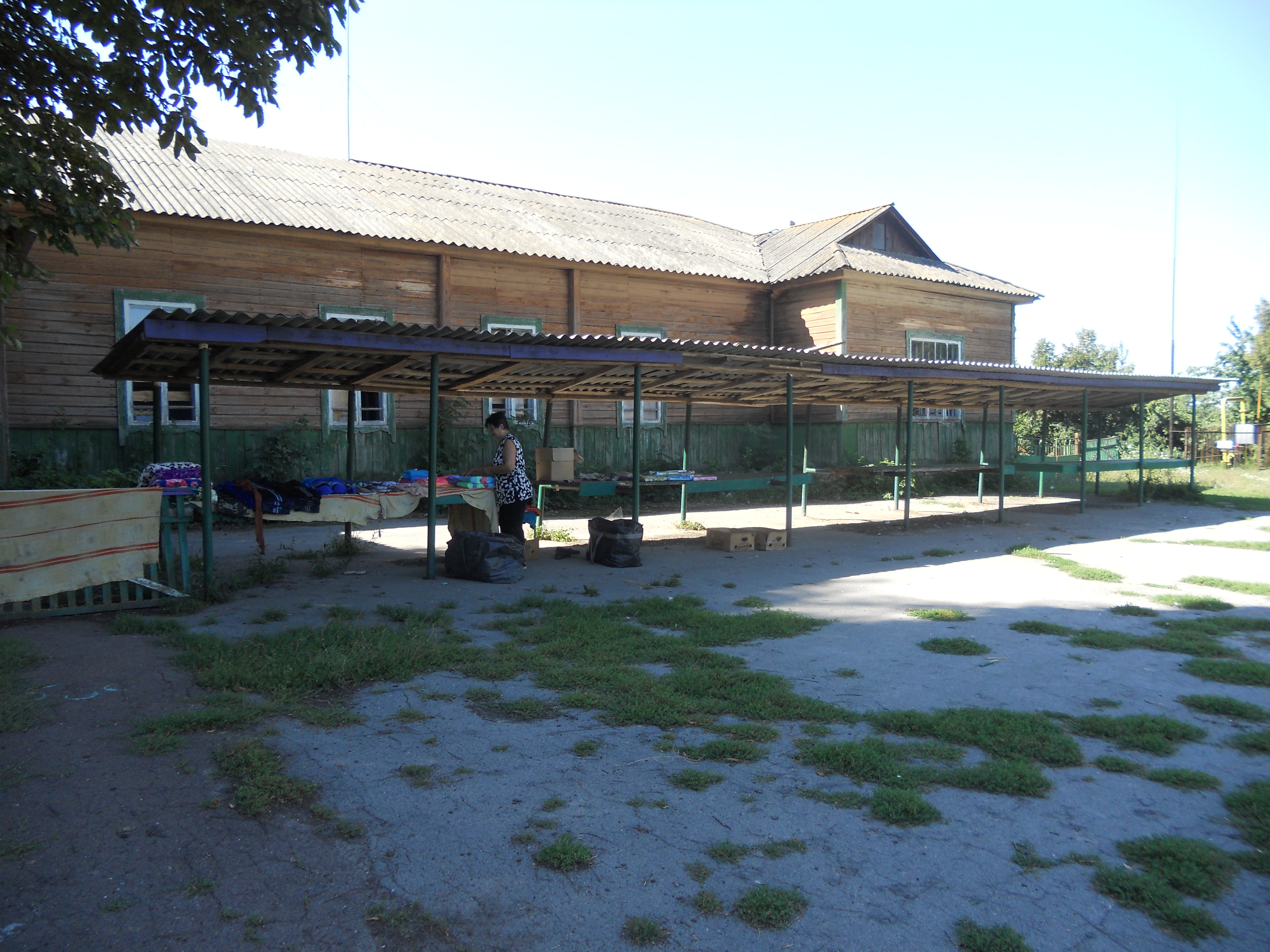
базар
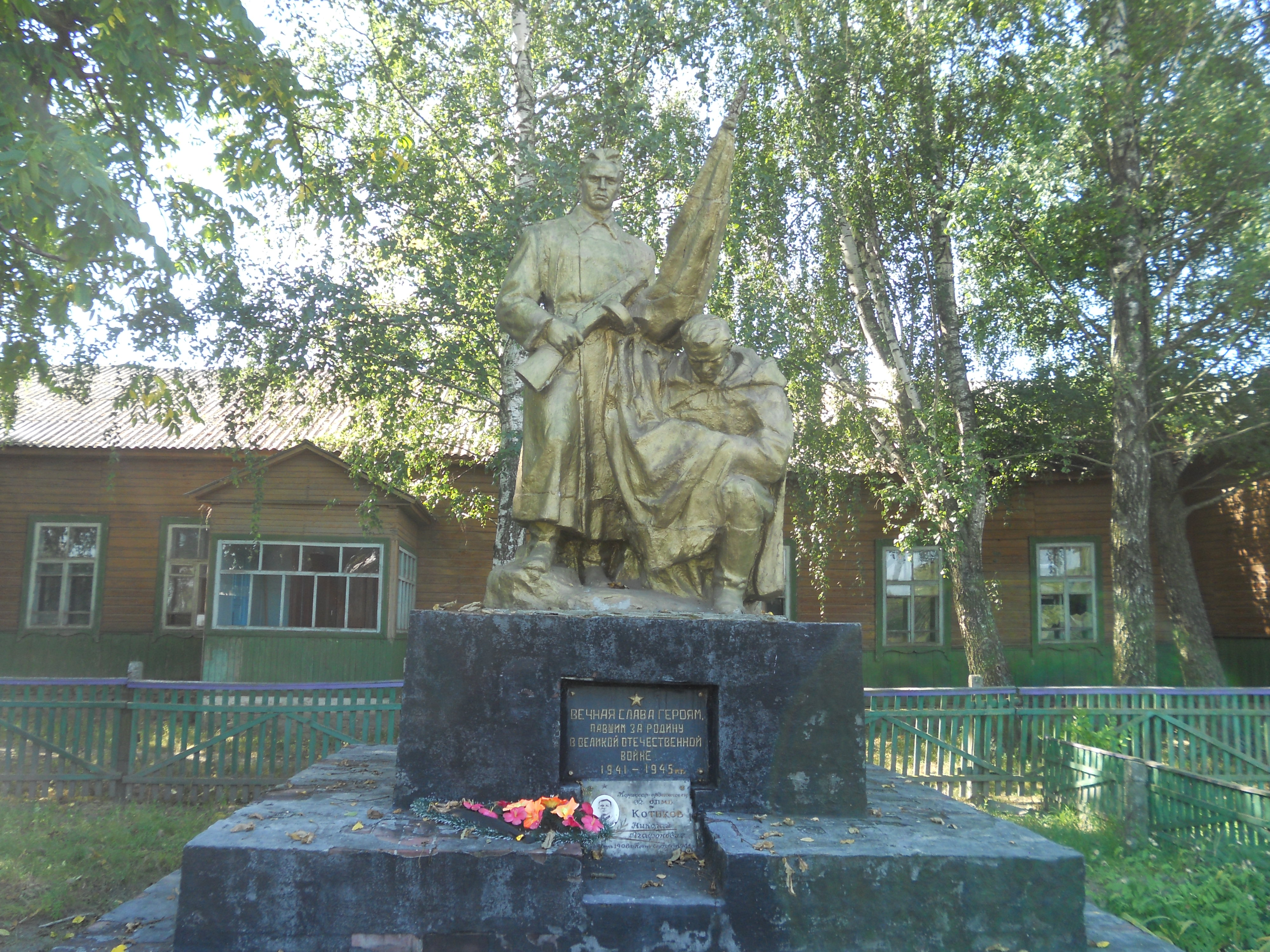
пам’ятник
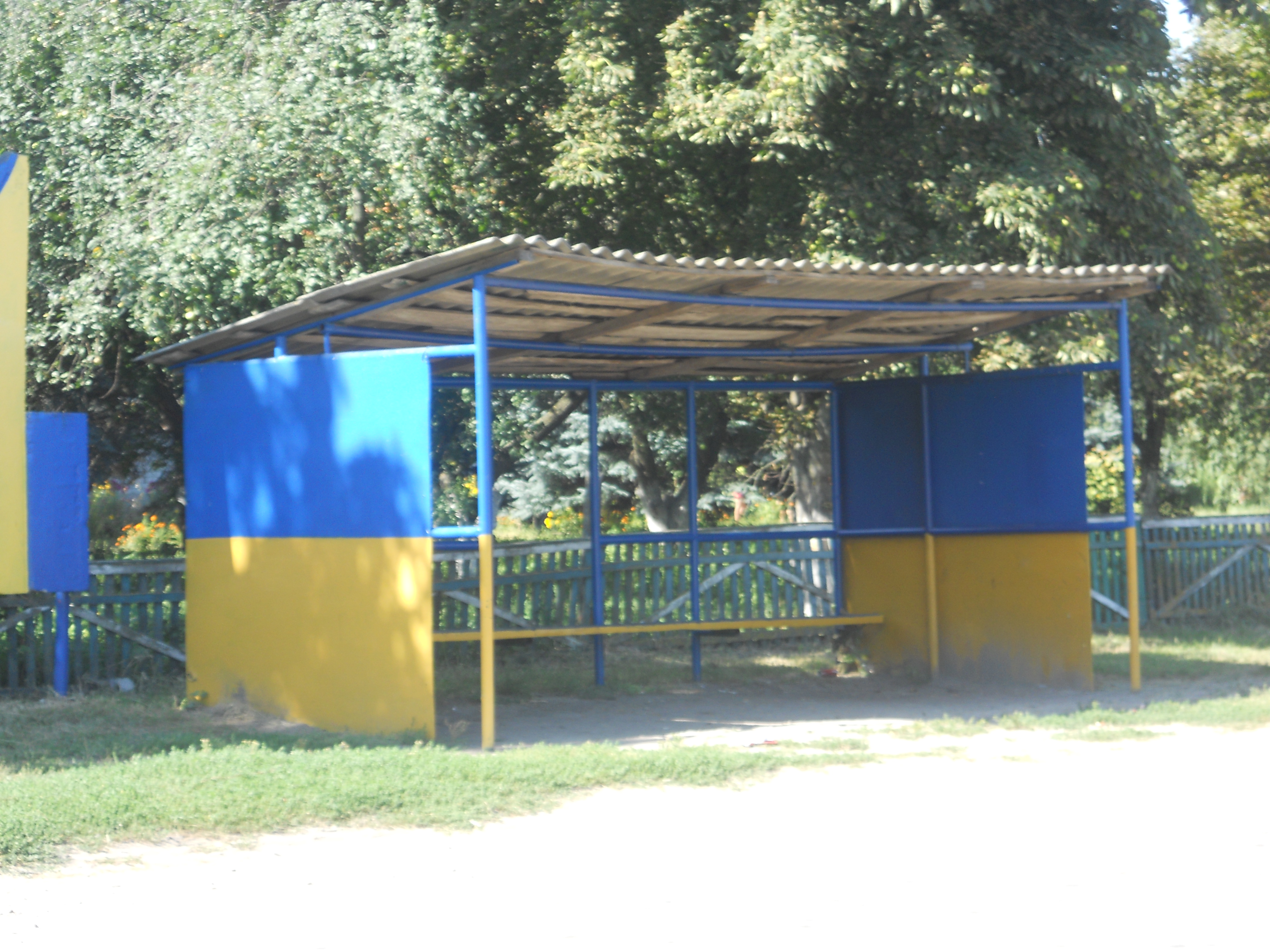
автобусна зупинка
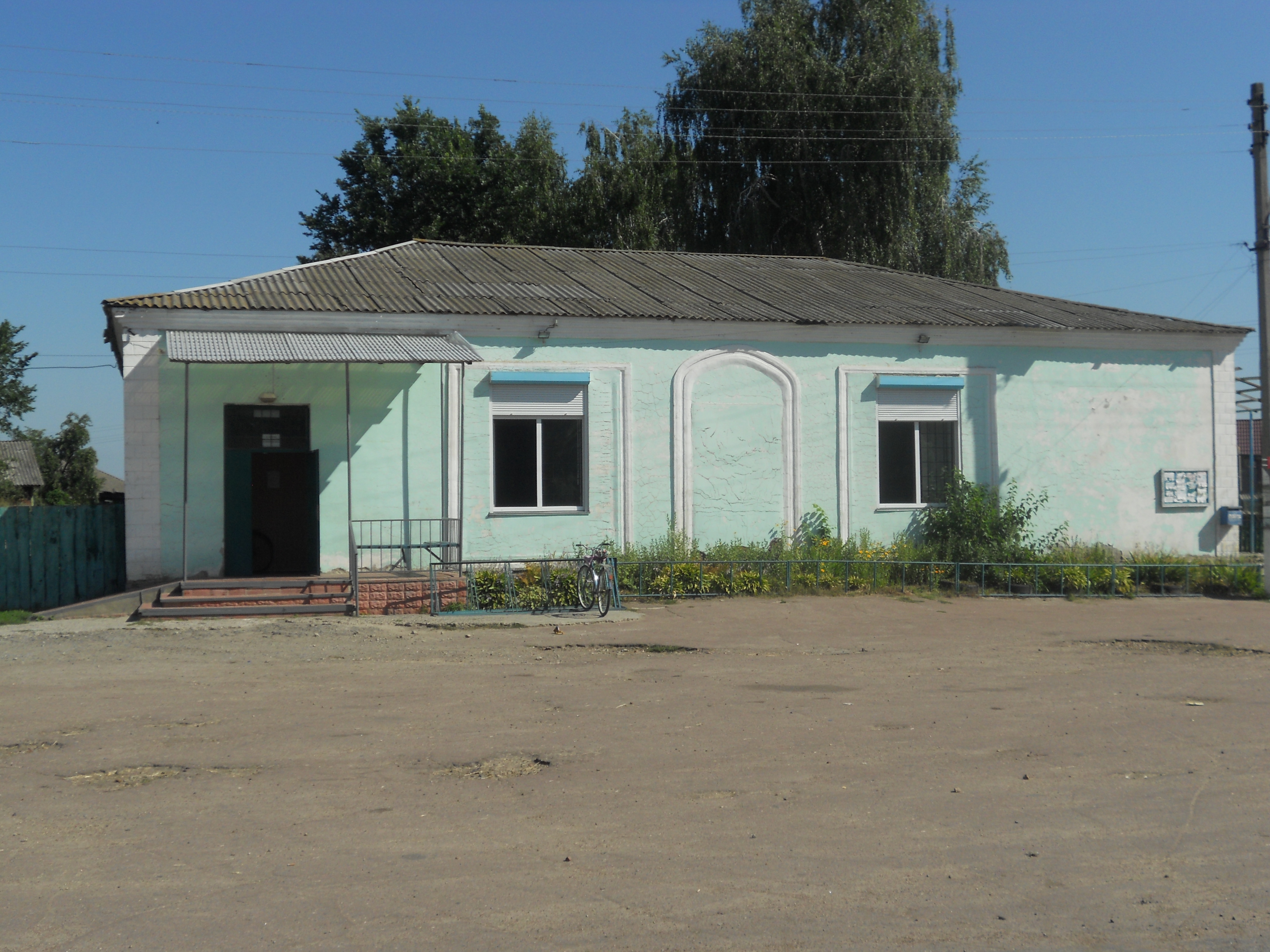
магазин
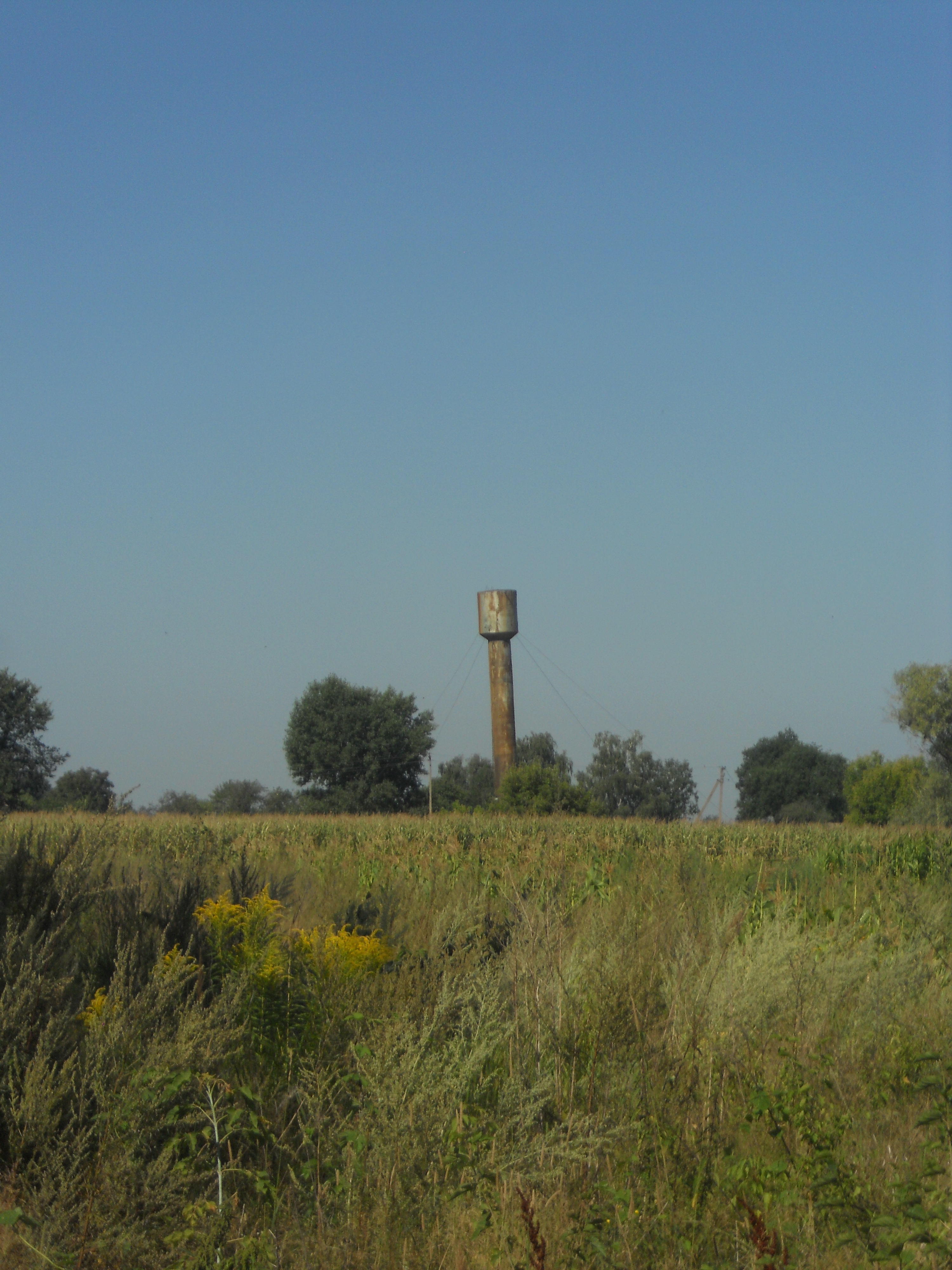
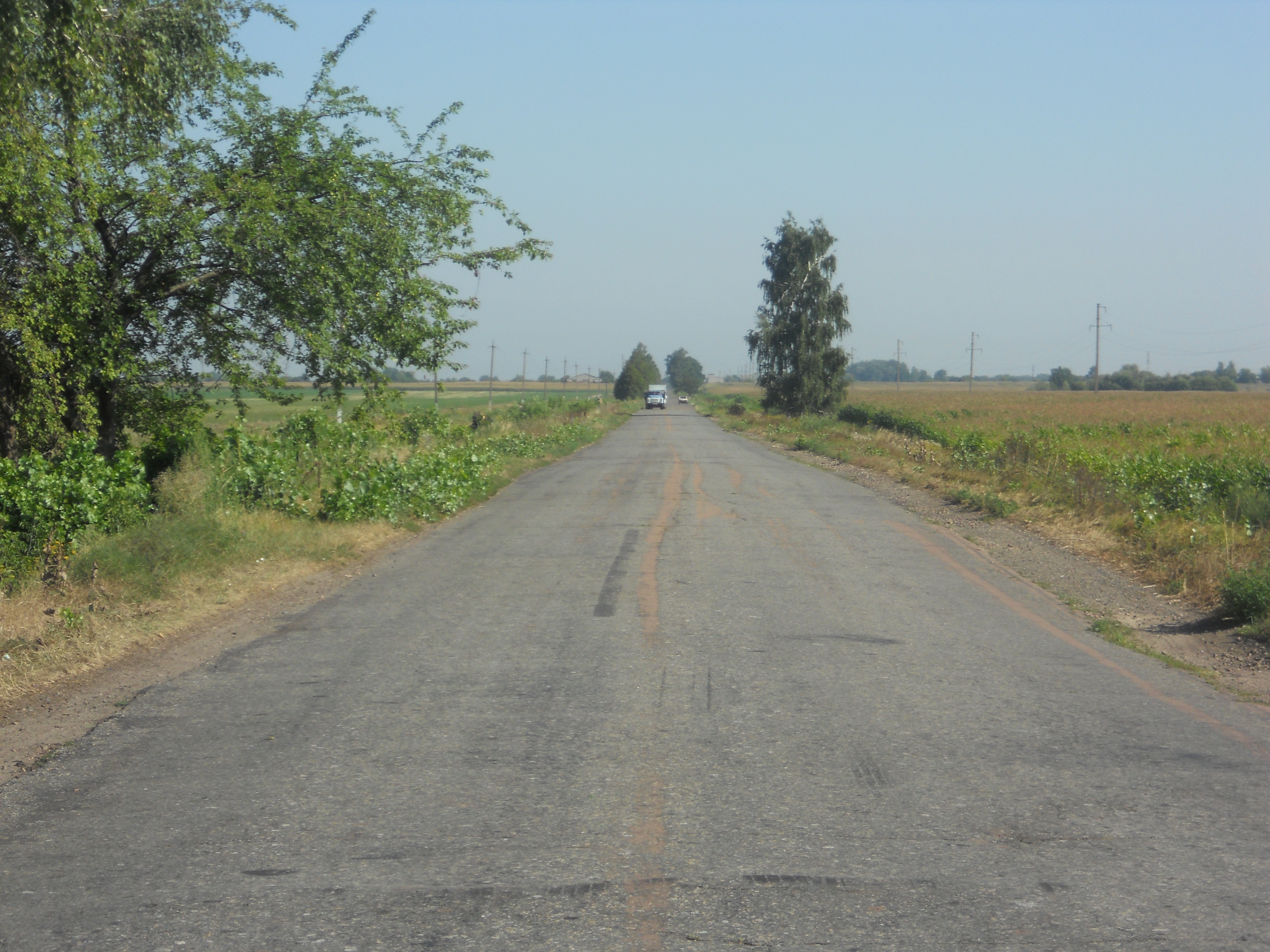
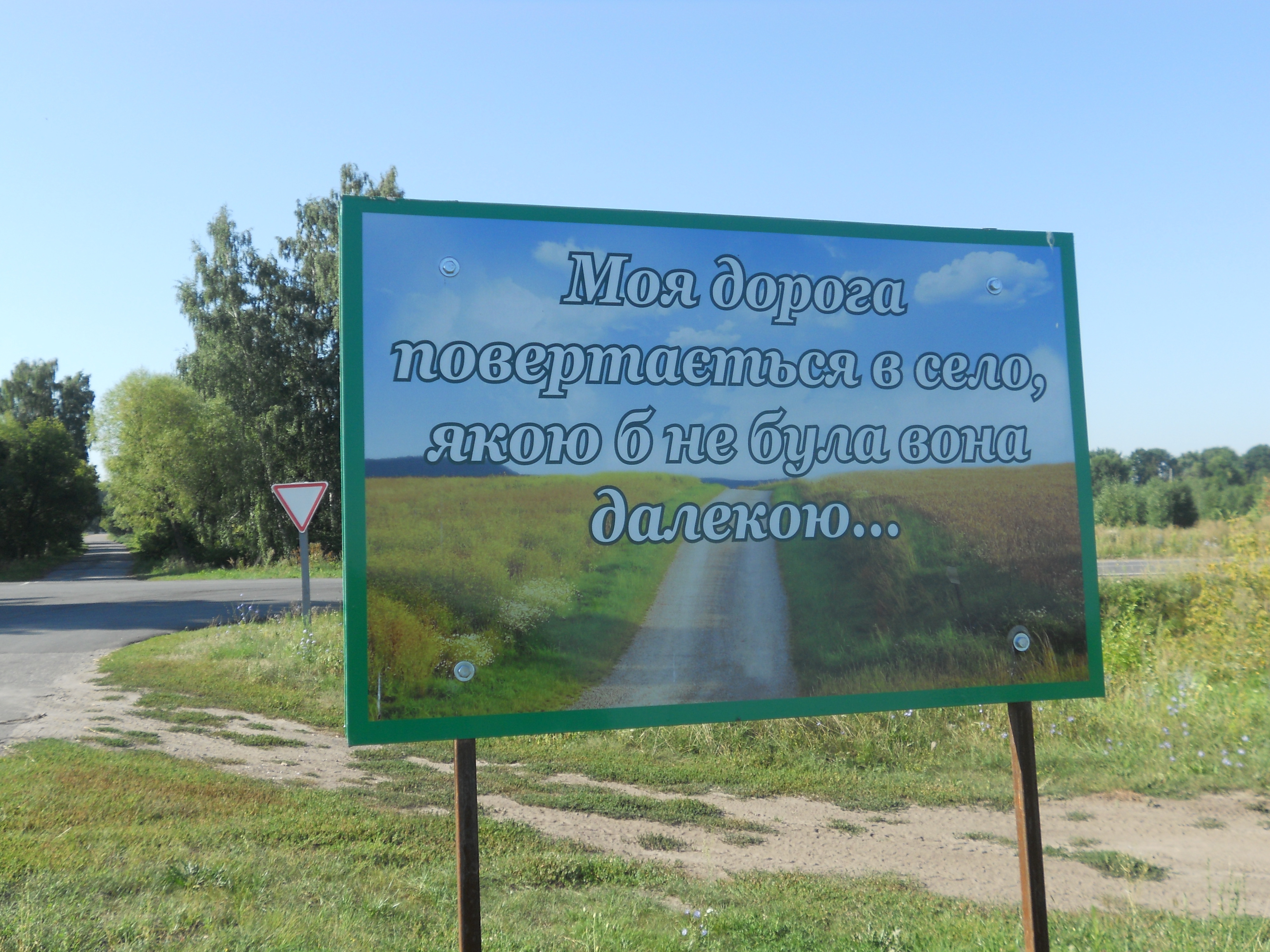
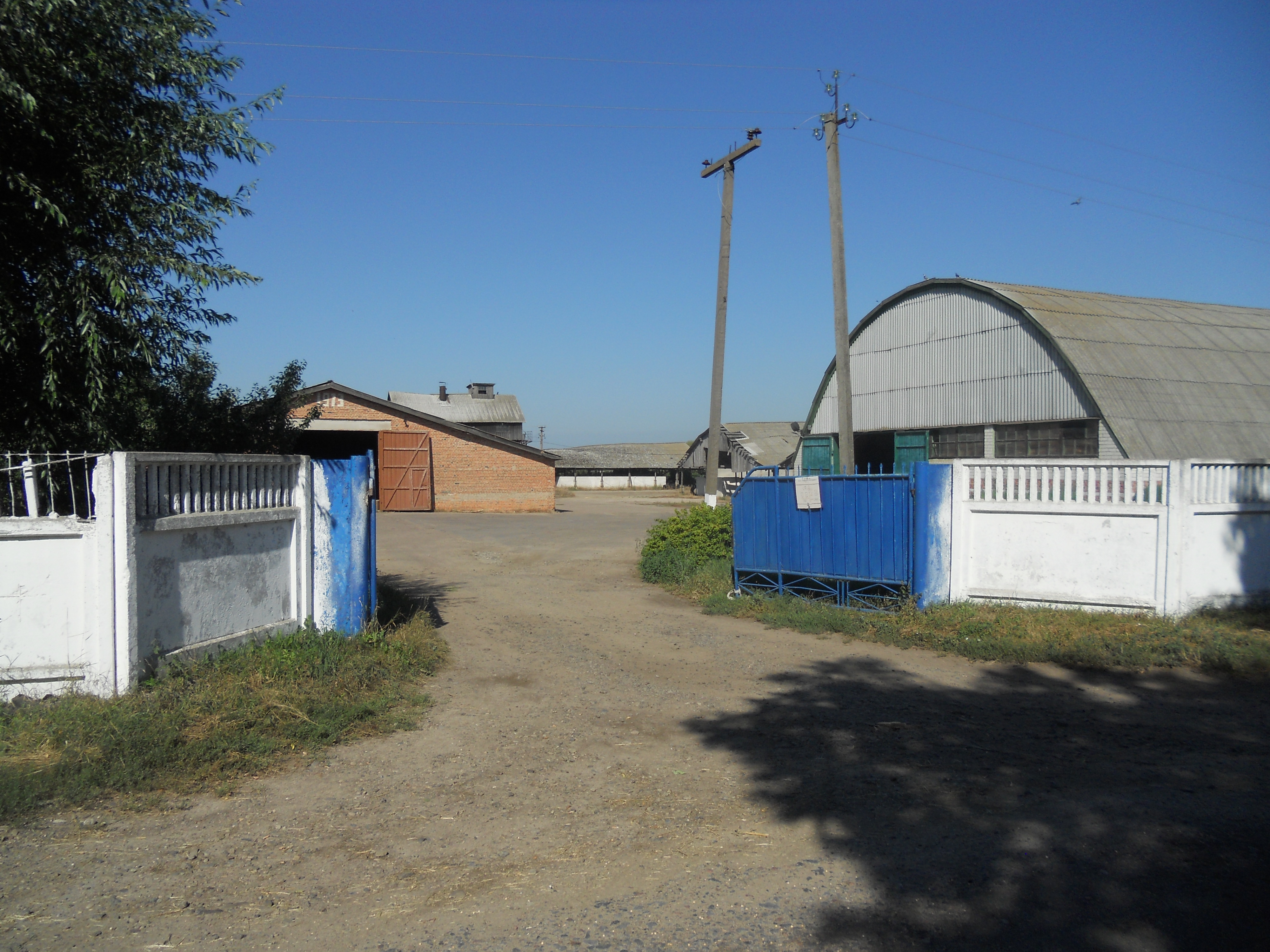
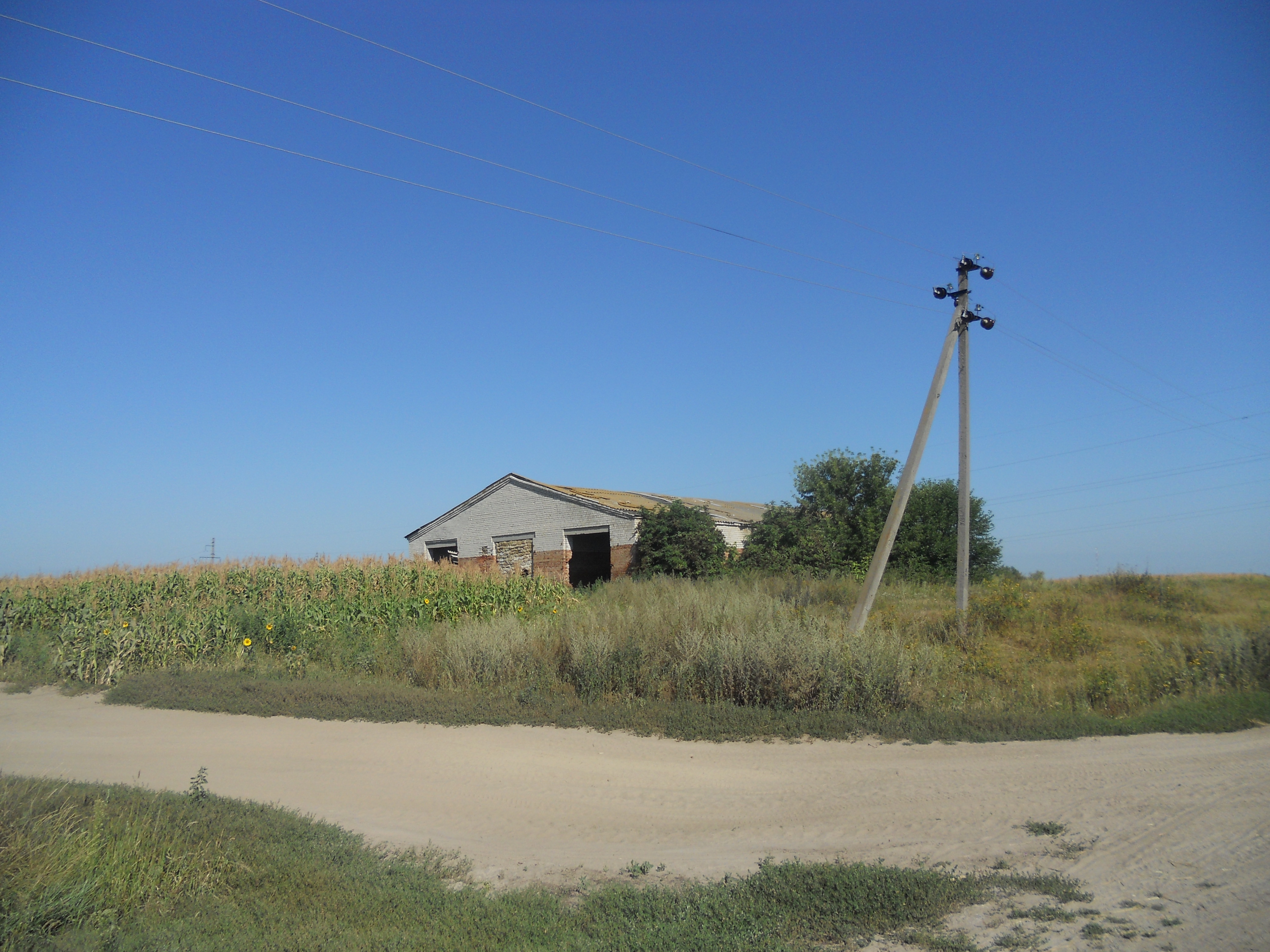
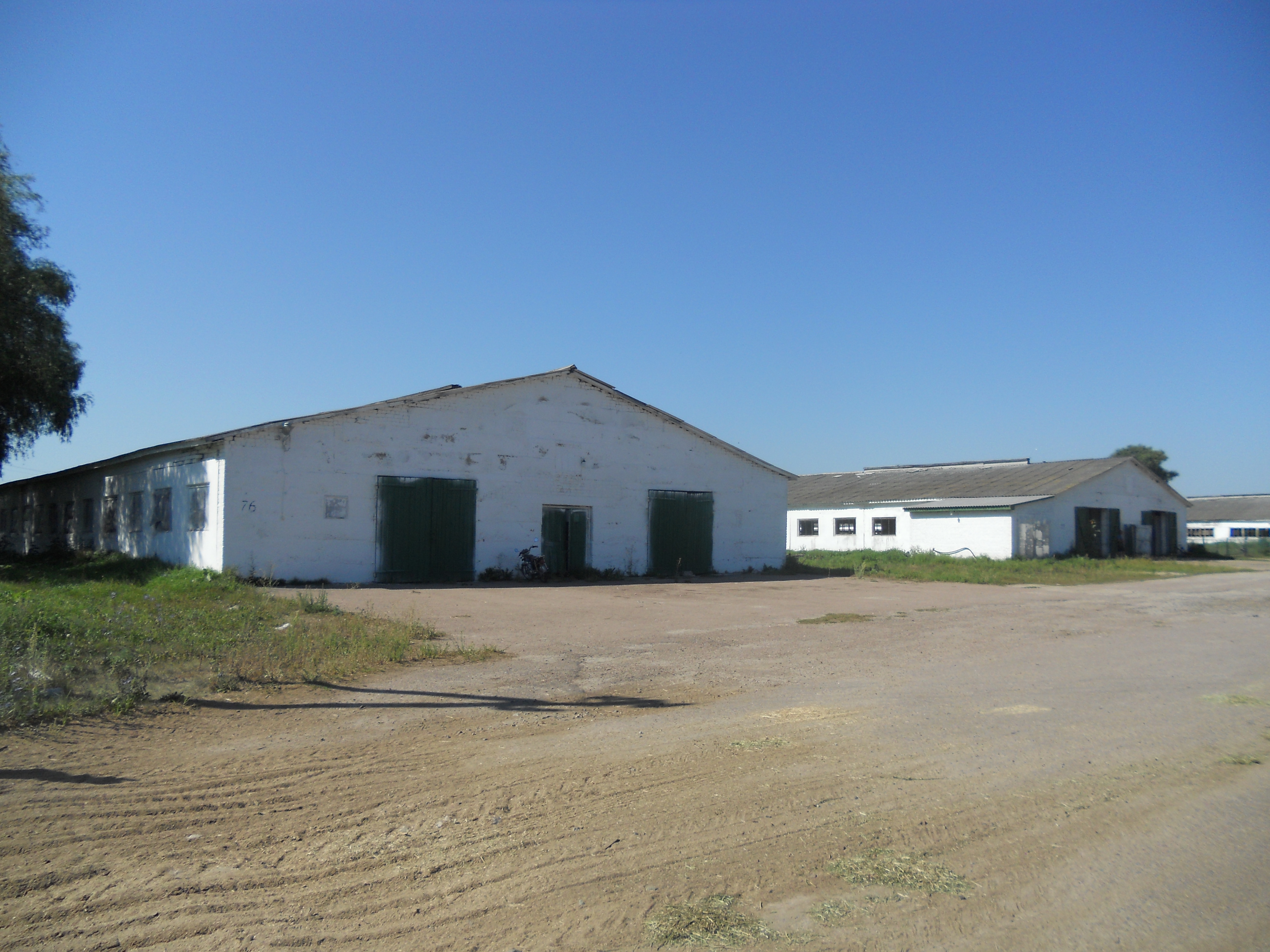
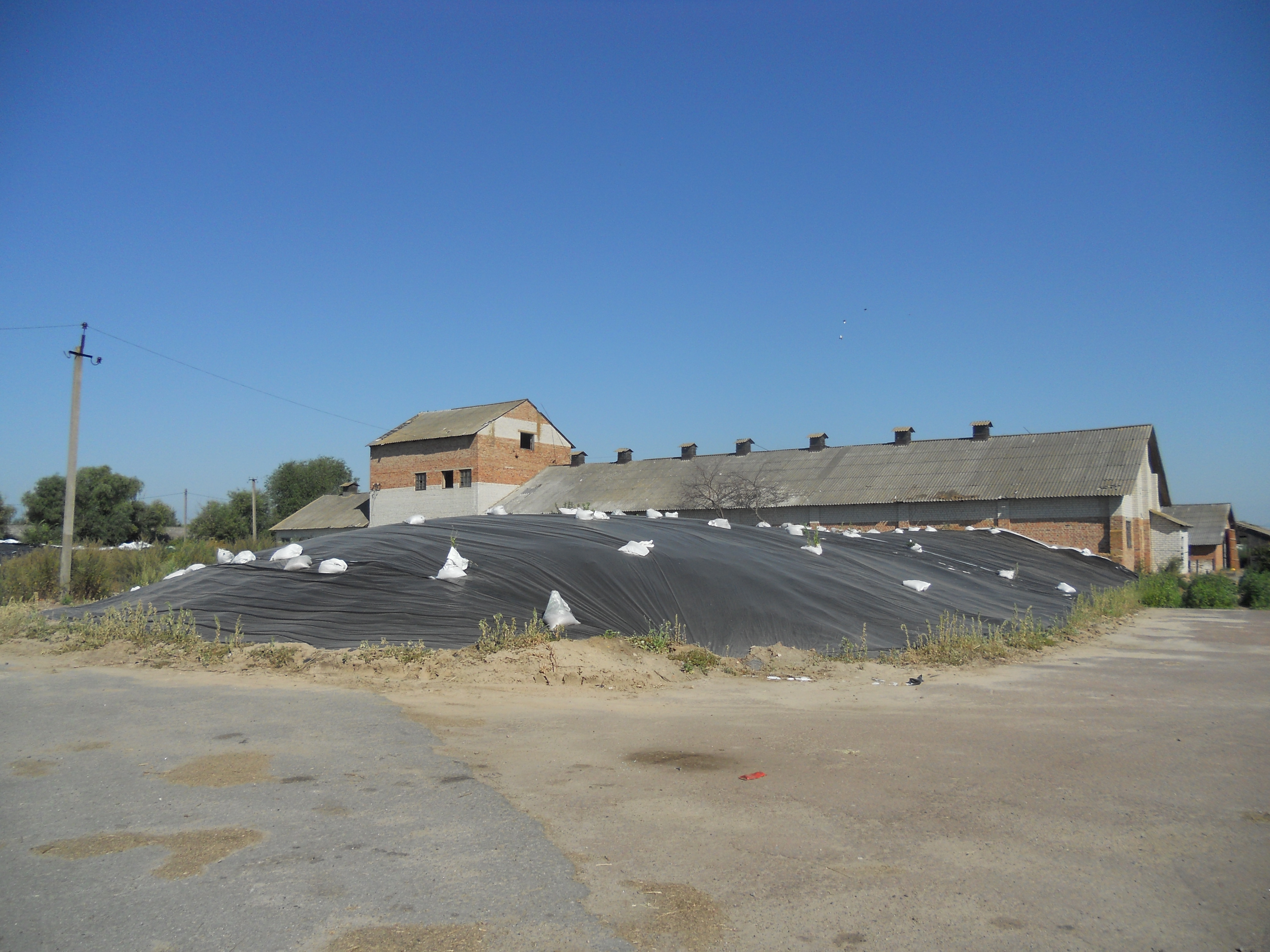
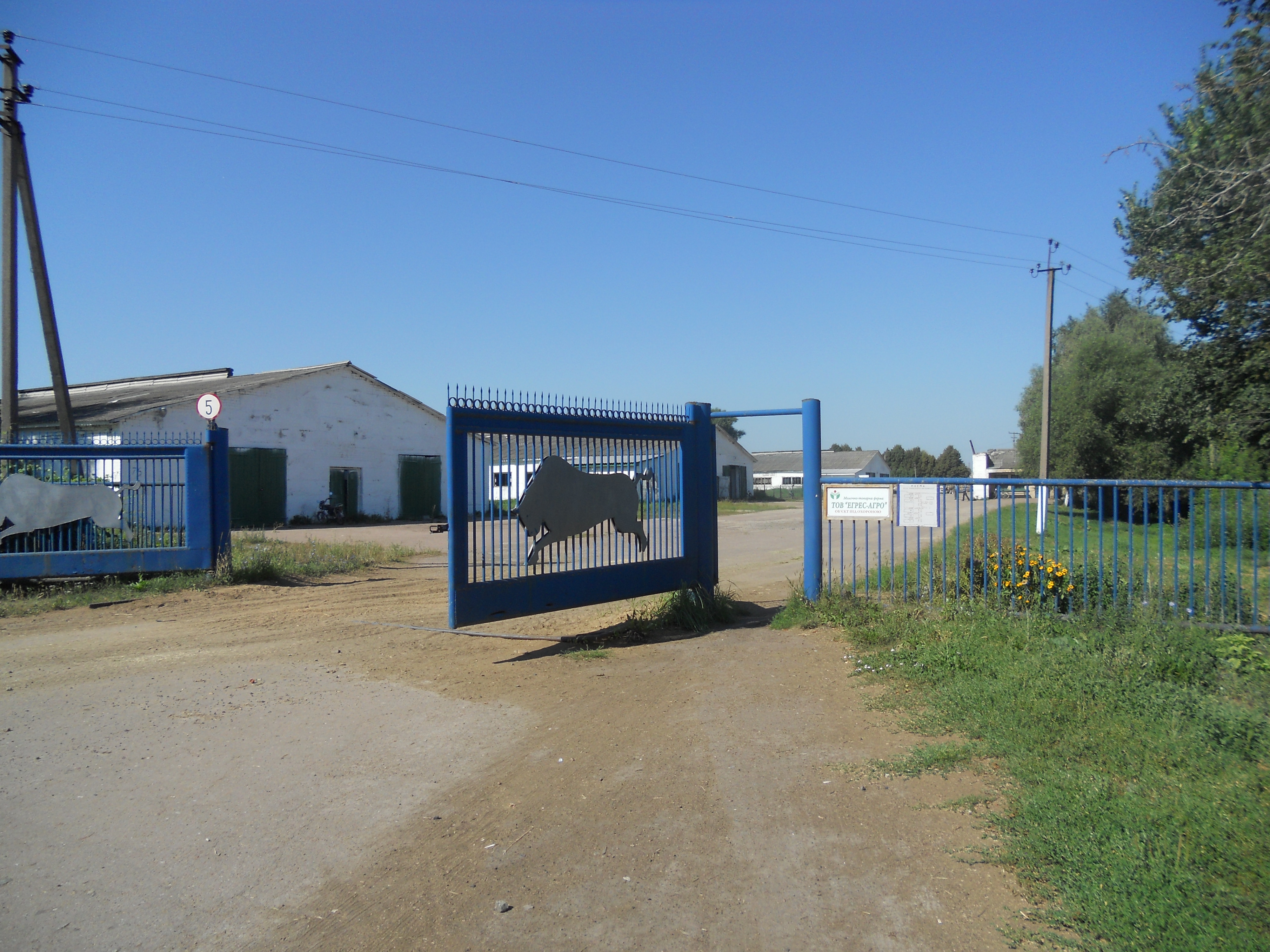
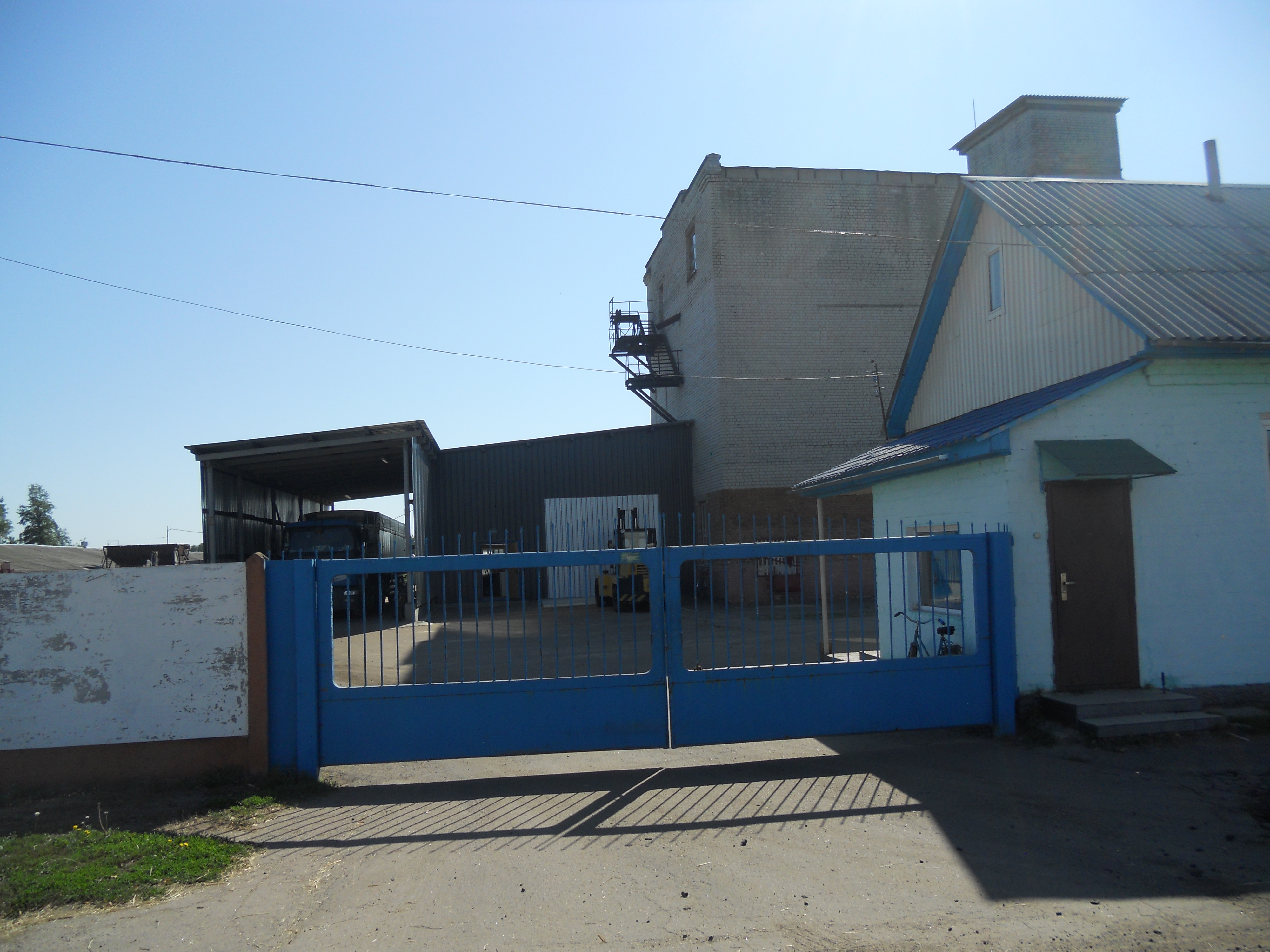
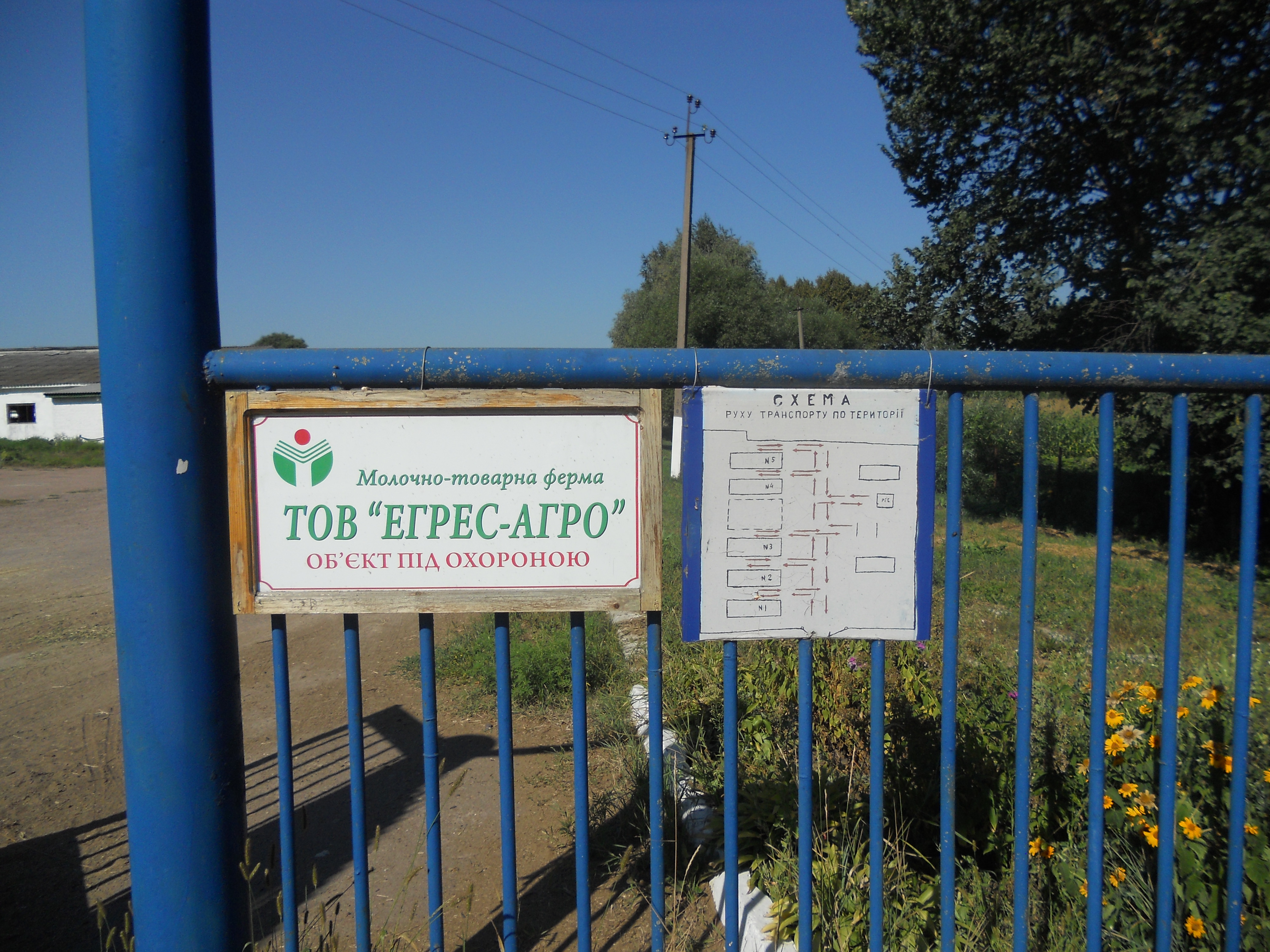
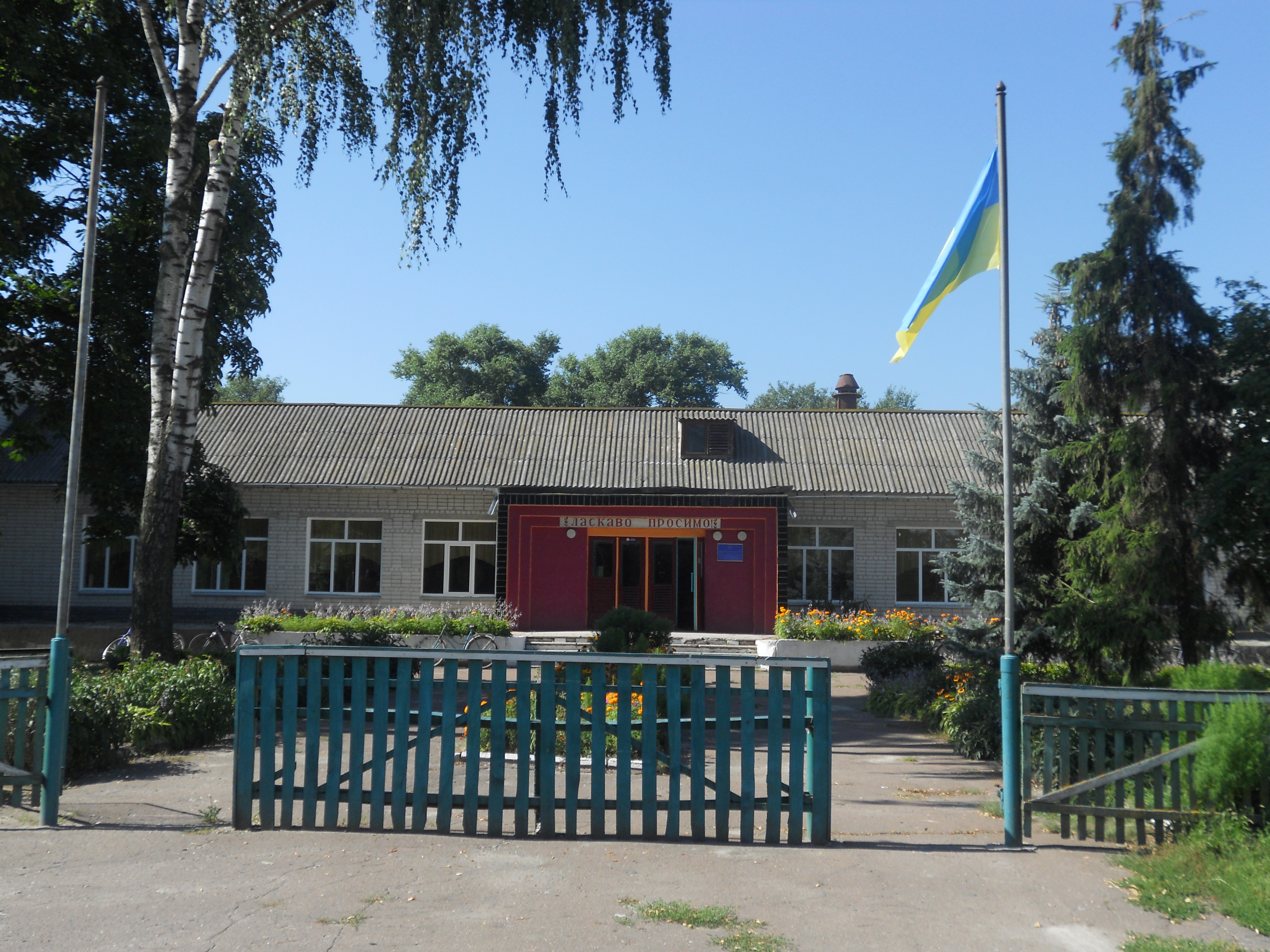
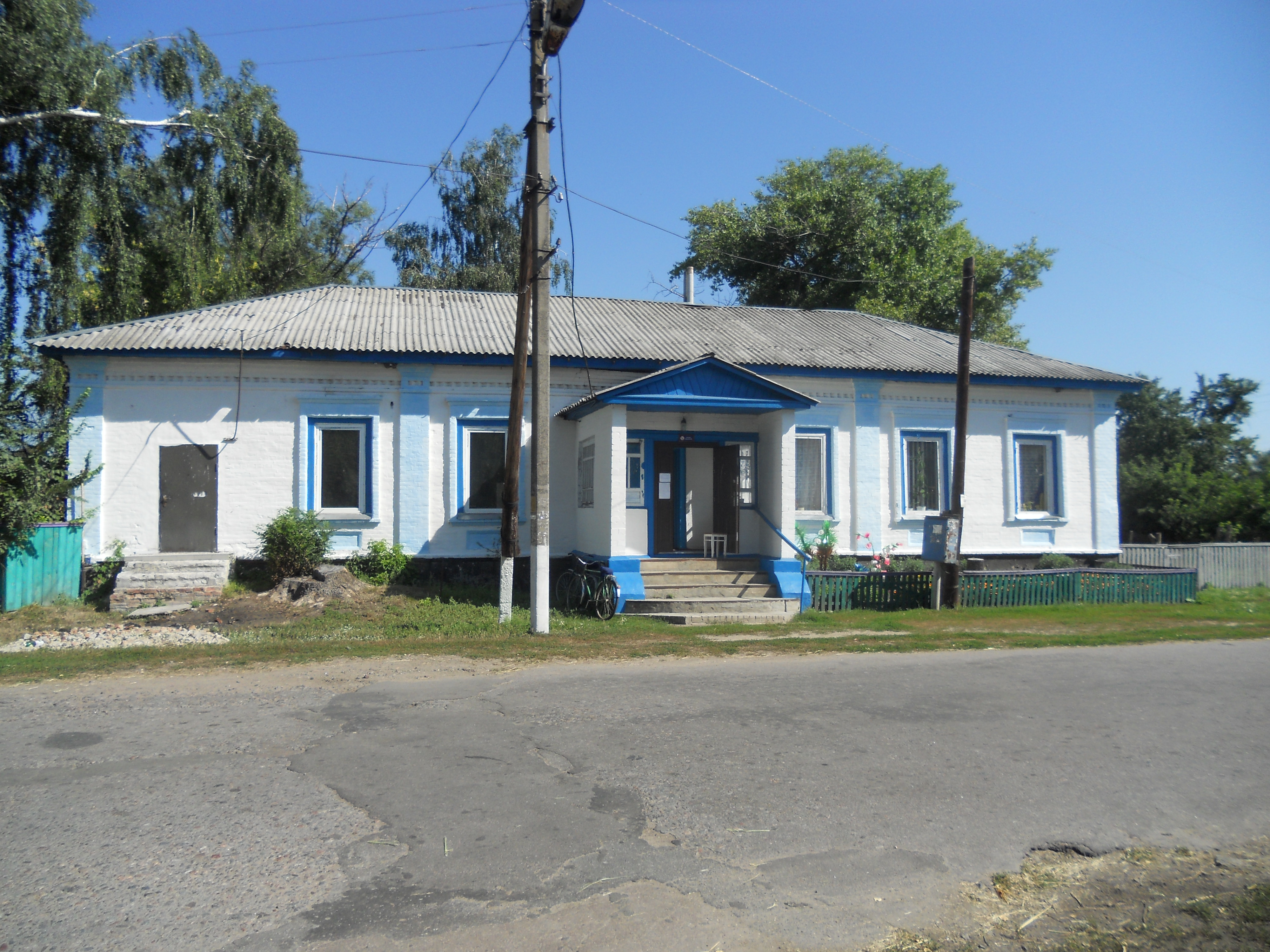
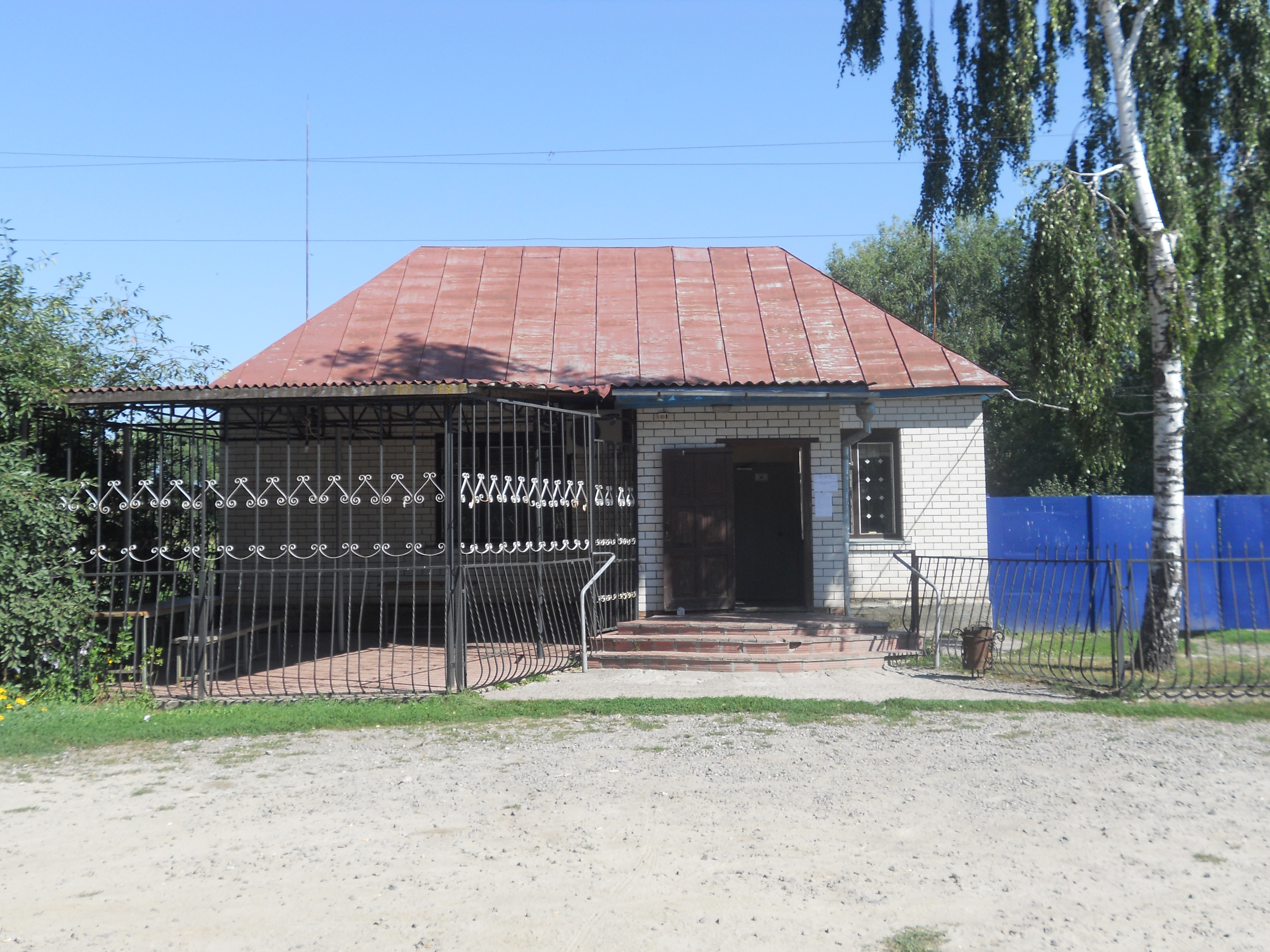
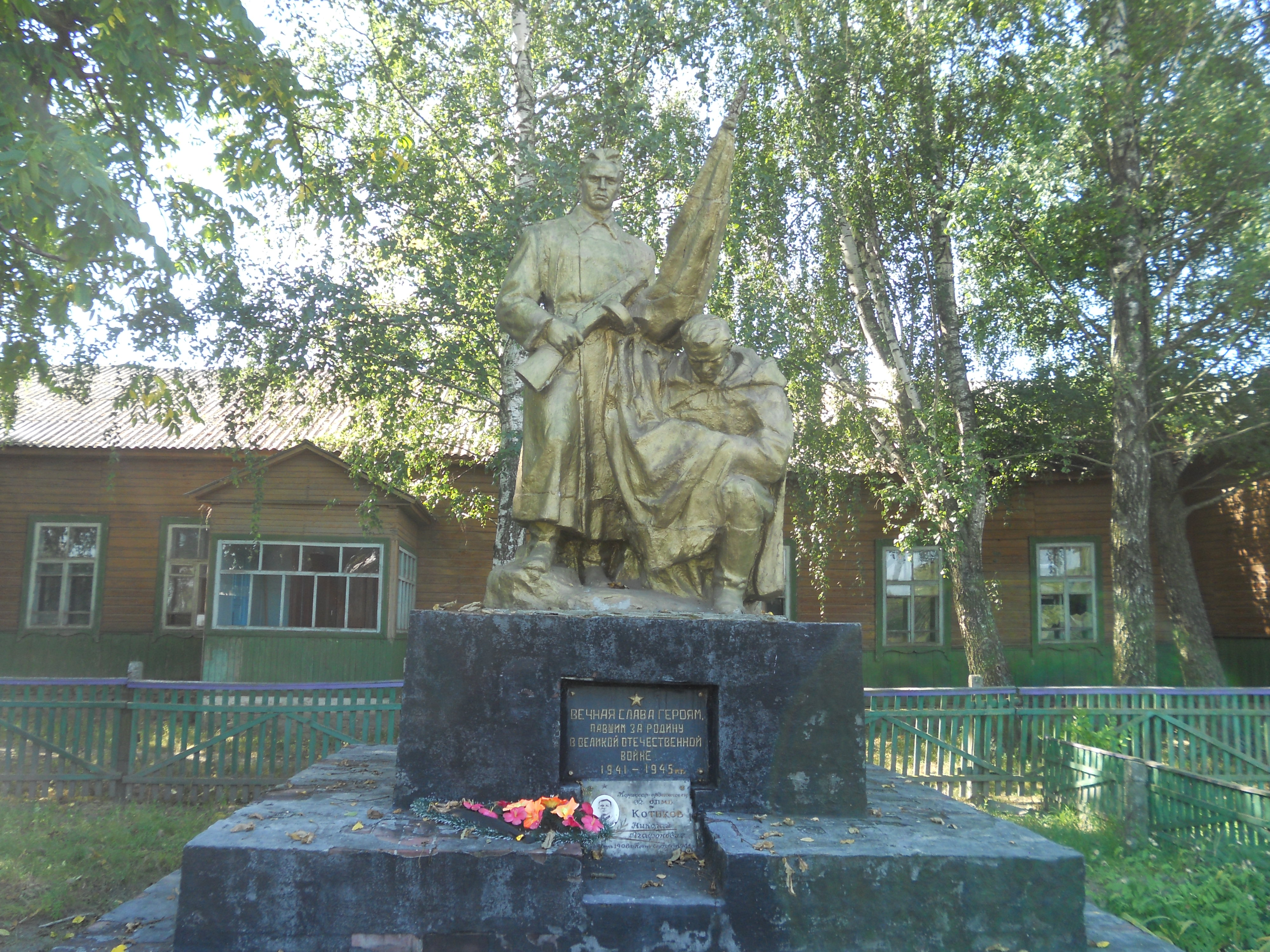
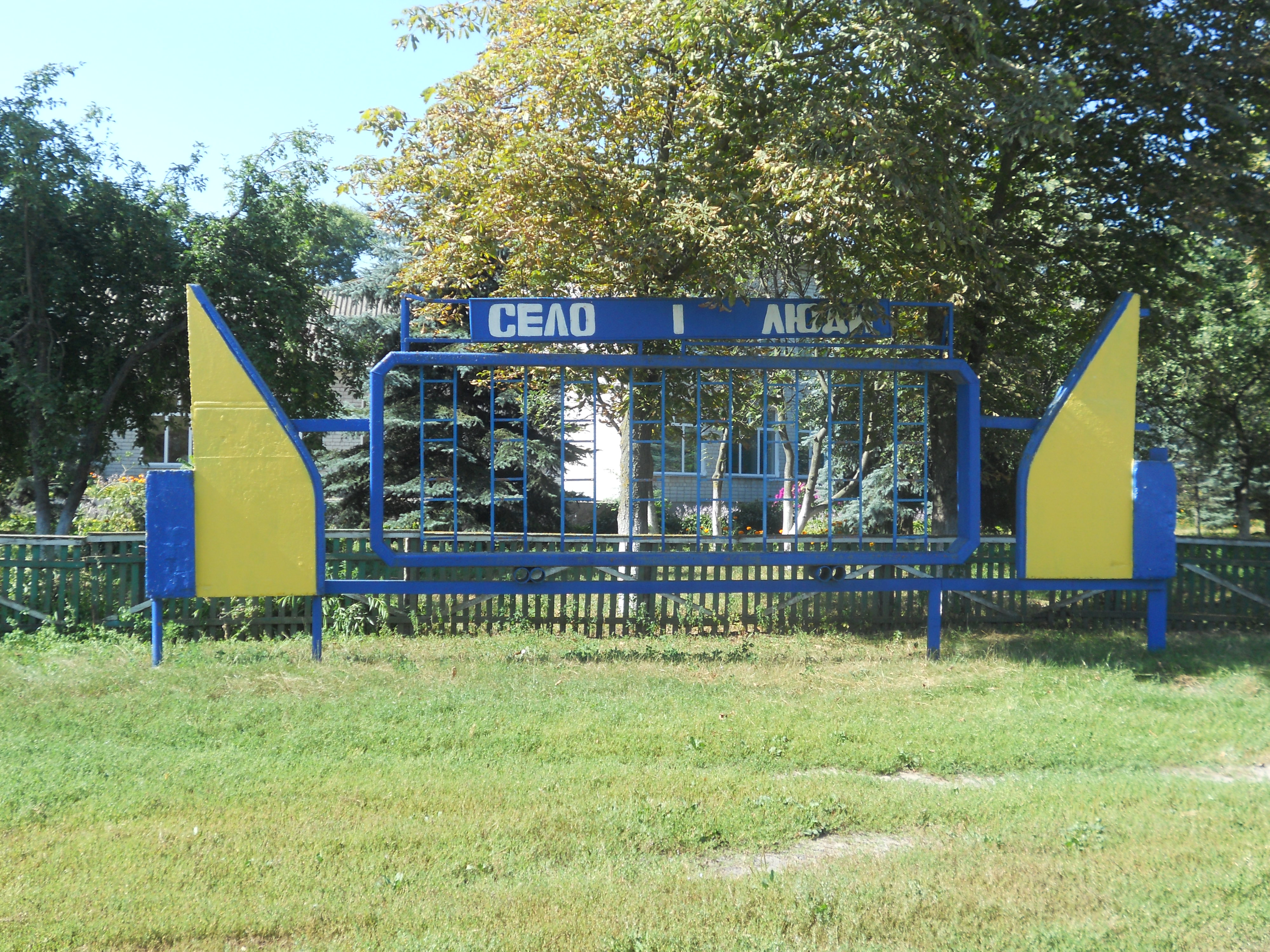